# Gautama Sziddhártha
Gautama Sziddhártha, Gautama Buddha, Sákjamuni Buddha vagy egyszerűen a Buddha, ókori bölcs, a buddhizmus meghatározó alakja. Úgy tartják, hogy elsősorban Kelet-Indiában élt és tanított, valamikor az i. e. 6. és 4. század között (a hagyományos számítás szerint i. e. 563 és i. e. 483 között élt, de az újabb kutatások kissé későbbre teszik működését).
A buddha szó jelentése „a felébredett” vagy „a megvilágosodott”. Nagy kezdőbetűs alakja a történelmi Buddhára vonatkozik, kis kezdőbetűs alakja jelentheti a buddhista kozmológiában használt, minden történelmi korszak megvilágosodott lényeit, akik elérték a megvilágosodott tudatszintet. A buddhizmusban úgy tartják, hogy végtelen számú buddha létezett korábban és végtelen számú fog még létezni a jövőben is (bővebben lásd: Buddhák listája és Nevesített buddhák listája). A legtöbb buddhista hagyományban Gautama Sziddhárthát tekintik korunk legmagasabb rendű buddhájának (páli szammászambuddha, szanszkrit szamjakszambuddha). Gautama az ókori Indiában az érzéki örömök halmozása és az aszkézis közötti középutat tanította. Később India keleti részén is tanított, Magadha és Kosala ősi királyságokban.
Gautama a buddhizmus első számú alakja, akiről a buddhista követők úgy tartják, hogy az élete történéseit, tanítóbeszédeit, illetve az általa tanácsolt szerzetesi fogadalmakat a halála után összefoglalták és szájról szájra hagyományozták tovább a bhikkhuk (szerzetesek), a bhikkhunik (apácák) és a világi emberek, azaz a szangha (buddhista közösség). A neki tulajdonított tanításokat először a halála utáni első buddhista zsinaton, tanítványa, Ánanda szavai alapján írták le a buddhista tudósok, páli nyelven. Karl Jaspers szerint egyike volt az ún. tengelykor (i. e. 800–200) meghatározó gondolkodóinak.
A hagyományok szerint az északkelet-indiai és a nepáli határ közelében lévő Kapilavasztu városában uralkodó király, Suddhódana fia volt, s a mai Nepál területén, Lumbiniben született. Anyanyelve a mágadhi prakrit nyelv volt.
Huszonkilenc évesen családját, feleségét (Jasodará) és csecsemő fiát (Ráhula) elhagyva az igazság keresésének szentelte életét. Több évi aszkézis után rájött, hogy testének kínzásával csak elhomályosítja az elméjét, de nem jutott közelebb az igazi bölcsességhez, ezért felhagyott az önsanyargatással. Végül az emberi létezés nagy kérdéseivel viaskodva a Bódhifa alatt meditálva rátalált a megoldásra, és buddhává, vagyis „megvilágosodottá” vált. Ekkor harmincöt éves volt. Életének hátralévő idejében Észak-Indiát bejárva terjesztette életfilozófiáját, és haláláig ezrek váltak a követőivé. Legfőbb tanításait a „négy nemes igazság” foglalja össze:
1. az emberi élet lényegében szenvedéssel teli (dukkha = "a dolgok nem kielégítő volta, ami szenvedést okoz");
2. e szenvedés oka az emberi önzés és vágyakozás;
3. van egy út, amellyel megszabadulhatunk az önzéstől és vágyakozástól;
4. a megszabaduláshoz az ún. „nemes nyolcrétű ösvény” vezet: a helyes szemlélet, a helyes gondolkodás, a helyes beszéd, a helyes cselekvés, a helyes élet, a helyes törekvés, a helyes vizsgálódás, a helyes elmélyedés.[19]

## A történelmi személy

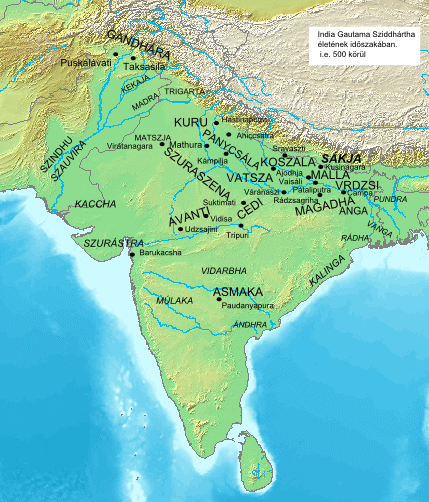
Ősi királyságok és városok Indiában Sziddhárthta idejében

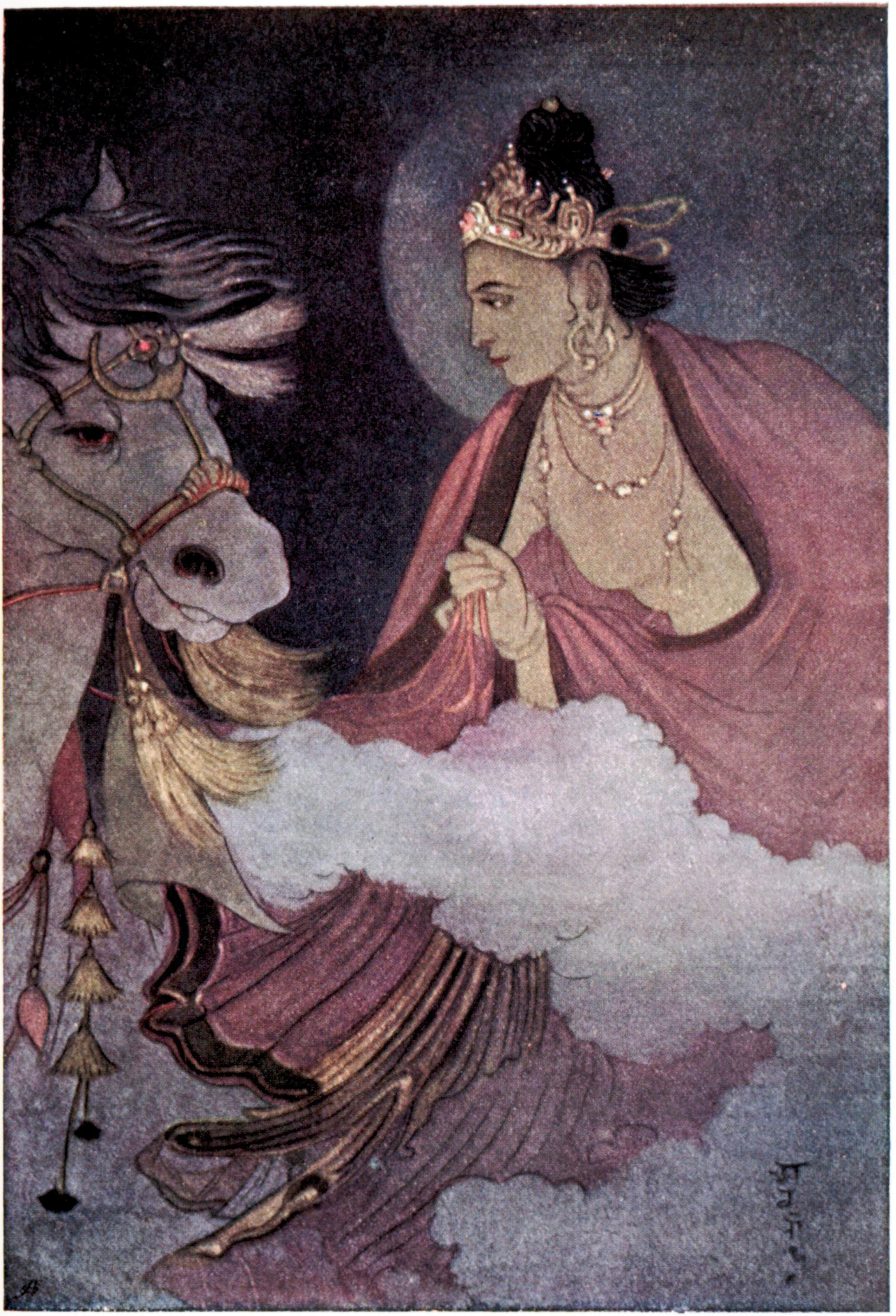
Sziddhártha a fehér lóval (Abanindranáth Tagore, 1914)

A tudósok általában óvatosak a Buddha életének történelmi tényeivel kapcsolatban. A többségük elfogadja, hogy tényleg létezett, tanított és rendet alapított Indiában a Mahádzsanapada korában, amikor a Magadha birodalom uralkodója Bimbiszára király volt. A Buddha halála Bimbiszára király utódjának, Adzsátasatru királynak az uralkodása alatt történt. Ezáltal a Buddha a dzsaina Mahavira fiatalabb kortársának számít. A védikus brahminok mellett a Buddha kora egybeesett több jelentős sramana iskola virágzásával, mint például az ádzsívika, a csárváka, a dzsaina és az adzsnyána. Jelentős ókori gondolkodók is éltek ekkor, mint például Mahávíra, Púrana Kasszapa, Makkhali Goszála, Adzsita Keszakambalí, Pakudha Kaccsájana vagy Szanydzsaja Belatthaputta, akiknek a nézeteivel minden bizonyára megismerkedett a Buddha, és feltehetően hatással voltak rá. A Buddha két tanítványa, Száriputta és Maudgaljájana korábban tényleg a szkeptikus Szanydzsaja Belattaputta tanítványai voltak. Akadnak olyan bizonyítékok, amelyek arra engednek következtetni, hogy Álára Káláma és Udaka Rámaputta mesterek tényleg történelmi személyek voltak, akik valószínűleg két különböző meditációs technikát tanítottak a Buddhának. Jóllehet a Buddha születésének, gyermekkorának, felnőtté válásának, vándor szerzetesi időszakának, megvilágosodásának, tanításainak és halálának általános vázát elfogadják, a tudósok többsége nem fogadja el a hagyományos életrajzokban található összes részletet.
Gautama születésének és halálának pontos ideje nem bizonyos. A 20. századi történészek többsége a Buddha életét kb. i. e. 563 és i. e. 483 közé helyezte. Halálának dátumát ma már későbbre becsülik, valamikor i. e. 411 és i. e. 400 körülre. Egy 1988-ban tartott szimpózium alkalmával a határozott véleményt formálók többsége az i. e. 400 előtti és utáni 20 év közötti időszakot jelölte meg a Buddha halálának időpontjaként.  Ezeket a kronológiákat azonban még nem fogadta el minden történész.
A korai szövegek elméletei alapján Gautama Sziddhártha a sákja klánból származik, egy olyan nemzetségből, amely az i. e. 5. századi Észak-India perifériáján helyezkedett el (földrajzilag és kulturálisan is). Lehetett egy kis köztársaság, amelyben az apja egy választott törzsfőnök volt, vagy lehetett egy oligarchia, amelyben az apja volt a tartományúr. A buddhista hagyomány szerint Gautama Lumbiniben született, a mai modern Nepál területén, és Kapilavasztuban nevelkedett (a sákja főváros), amely vagy a mai Nepál területén lévő Tilaurakot község, vagy az indiai Piprahva falu. Buddha megvilágosodása Bodh-Gajában történt, első tanításait Szárnáthban adta és Kusínagarban halt meg (→ parinirvána).
Gautama életéből és közvetlenül az azt követő évszázadokból nem maradtak fent írásos emlékek. Az i. e. kb. 269 és i. e. 232 között uralkodó Asóka király egyik rendelete megemlékezik az uralkodó zarándoklatáról, amelyet a Buddha szülőhelyén, Lumbiniben tett. Egy másik rendelete néhány dhamma szöveget említ. Innentől számítják az írott buddhista hagyomány létezését, amely a Maurja Birodalom korának felel meg. A legősibb fennmaradt buddhista kéziratok a Gandhárai buddhista szövegek. Ezekre a kelet-afganisztáni Hadda környékén bukkantak, Dzsalálábád város közelében. A 27 nyírfakéregre kharosti írással és gandhárai nyelven készült kéziratokat jelenleg a British Library épületében vizsgálják. A szövegek keletkezésének idejét az 1. századra becsülik.

## Hagyományos életrajzok

### Életrajzi források

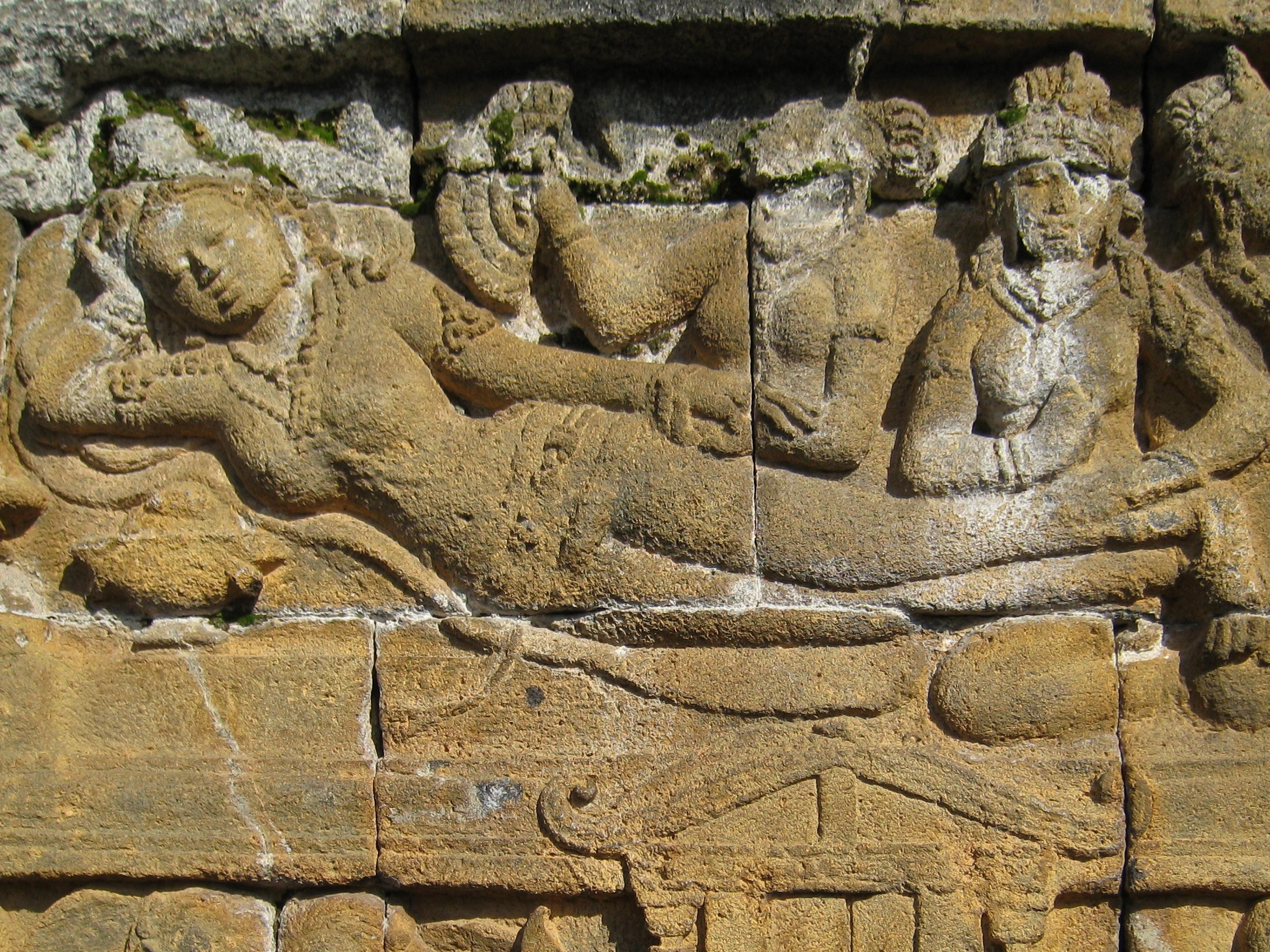
Fekvő Májá királyné (Borobudur)

Gautama Sziddhártha bibliográfiájához a rendelkezésre álló források többnyire különböző és olykor ellentmondásos hagyományos életrajzokból állnak. Ezek közé sorolható a Buddhacsarita, a Lalitavisztara-szútra, a Mahávasztu és a Nidánakathá. Ezek közül a Buddhacsarita epikus költemény a legkorábbi (2. század eleje), amelynek szerzője Asvagósa. A Lalitavisztara-szútra egy mahájána/szarvásztiváda biográfia a 3. századból. A mahászánghika lokottaraváda hagyományból származó Mahávasztu is fontos életrajznak számít, amelyet több szerző készített el, körülbelül a 4. századra. A dharmaguptaka iskola által készített életrajz a legterjedelmesebb – ennek címe az Abhiniskramana-szútra. A mű több kínai fordítása is a 3–6. századra helyezi annak keletkezését. A Srí Lankai théraváda hagyományhoz tartozó Nidánakathá szöveget az 5. században írta Buddhagósza.
A kanonikus források közül ezeknél korábbi eredetűek a Dzsátaka mesék, a Mahapadana-szutta (DN 14) és az Acsarijabhuta-szutta (MN 123), azonban ezek nem szolgálnak teljes életrajzzal. A Dzsátakák Gautama korábbi születéstörténeteit mesélik el, amikor még bódhiszattvaként élt. Ezek közül a legkorábbi történetek a legősibb fennmaradt buddhista szövegek közé tartoznak. A Mahápadána-szutta és az Acsarijabhuta-szutta a Gautama születésével kapcsolatos csodákat mesélik el, mint például a bodhiszattva Tusita mennyországból történő leszállását az anyja méhébe.
A páli nyelvű szuttákban a Buddha gyermek- és ifjúkoráról szinte semmilyen leírás nem található, ő maga annyit említett ezzel kapcsolatban, hogy gazdag fiatalember volt, akit elborzasztott az öregség, betegség és halál, mert belegondolt, hogy ezek vele is megtörténnek majd. Nem beszélt arról, hogy apja meg akarta óvni ezektől a szenvedést kiváltó dolgoktól, és hogy a palotából kikocsizva szembesült velük, de még arról sem, hogy uralkodói család sarja lett volna. Nem beszél feleségről, gyermekről, sőt, arra tett utalást, hogy ekkor még a szüleivel élt (bár a későbbi hagyomány szerint édesanyja a gyermek Sziddhártha születése után nem sokkal elhunyt).
|  | „Később, még mindig fiatalon, fekete hajú fiatal férfiként, áldott fiatalsággal, életem virágjában, bár édesanyám és édesapám másként akarta és könnyeket hullajtott, leborotváltam hajamat és szakállamat, sárga ruhát öltöttem, és elhagyván otthonomat, otthontalanságba távoztam. (Arijaparijészana-szutta 26., A nemes keresés)” |
|  | |

|  | „…még ifjúkorom virágjában, fejemen fényes fekete hajjal, boldog fiatalság gyönyörét élvezve, férfikorom elején, síró és jajveszékelő szüleim akarata ellenére, hajamat és szakállamat lenyírva, sárga ruhát öltve, otthonomból az otthontalanságba távoztam… (Mahászaccsaka-szutta 36., A felébredés története)” |
|  | |

### A hagyományos jellemzések természete

Májá Sziddhártha születéséről álmodik

Gautama Sziddhártha hagyományos életrajzaiban általában különféle varázslatos és természetfeletti események szerepelnek. Buddha alakja ezekben a történetekben egy teljesen transzcendentális (szanszkrit: lokottara) és tökéletes lényé, aki a világi élet terheitől mentes. A Mahávasztuban Gautama állítólag életeken át fejlesztette ki természetfeletti képességeit, mint például születésével kapcsolatban a testi kapcsolat nélküli fogantatás, az alvás, az étel, az orvosság, vagy a mosdás szükségtelensége, a mindentudás, vagy a „karma elnyomásának képessége”. Ennek ellenére, az életének bizonyos részei ezekből a hagyományos forrásokból építkeznek.
Andrew Skilton szerint soha nem úgy tekintettek a buddhista hagyományokban Buddhára, mint aki egyszerűen csak egy ember volt:
|  | „Fontos hangsúlyoznunk, hogy – annak ellenére, hogy a modern théraváda tanítások nem ezt mondják (tápot adva ezzel a nyugati tanítványok szkepszisének) – a Buddhát sohasem tekintették pusztán emberi lénynek. Sokszor leírják például, hogy rendelkezett a mahápurusa (mahápurusa), a „nagy ember” harminckét nagyobb és nyolcvan kisebb jelével vagy ismérvével; maga a Buddha tagadta, hogy akár ember, akár isten lett volna, 69 a Maháparinibbána-szuttában pedig azt állítja magáról, hogy akár egy világkorszakig is élhetne, ha valaki megkérné rá.” |
|  | |

Az ősi indiaiakat kevésbé foglalkoztatta az időrendiség, jobban érdekelte őket a filozófia. A buddhista szövegek ezt a tendenciát adják vissza és sokkal tisztább az, hogy Gautama mire gondolt, mint az élete eseményeinek a dátumai. Ezek a szövegek jellemzik az ősi India kultúráját és a mindennapi életet, amelyeket alátámasztanak a dzsaina ágamák is. Karen Armstrong szerint kevés ugyan a történelmileg hiteles információ, mégis biztosak lehetünk abban, hogy Gautama Sziddhártha létező, történelmi személy volt. Michael Carrithers ennél messzebb megy, ugyanis szerinte a Gautama születésével, gyermekkorával, felnőtté válásával, vándorszerzetesi életével, kutatásaival, megvilágosodásával és halálával kapcsolatos történetek általános körvonalakban igaznak tekintendők.

### Élete a hagyomány szerint

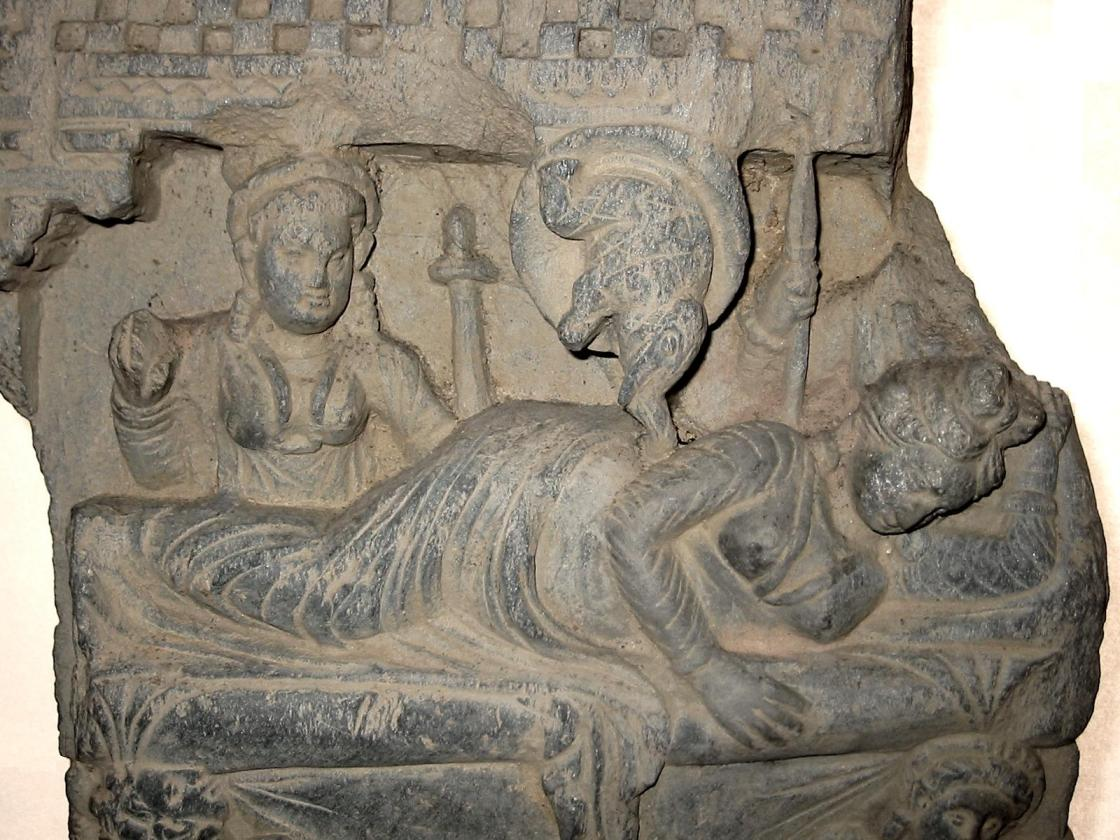
Májá királynő fehér elefántos álma és Buddha fogantatása. Gandhára, 2–3. század

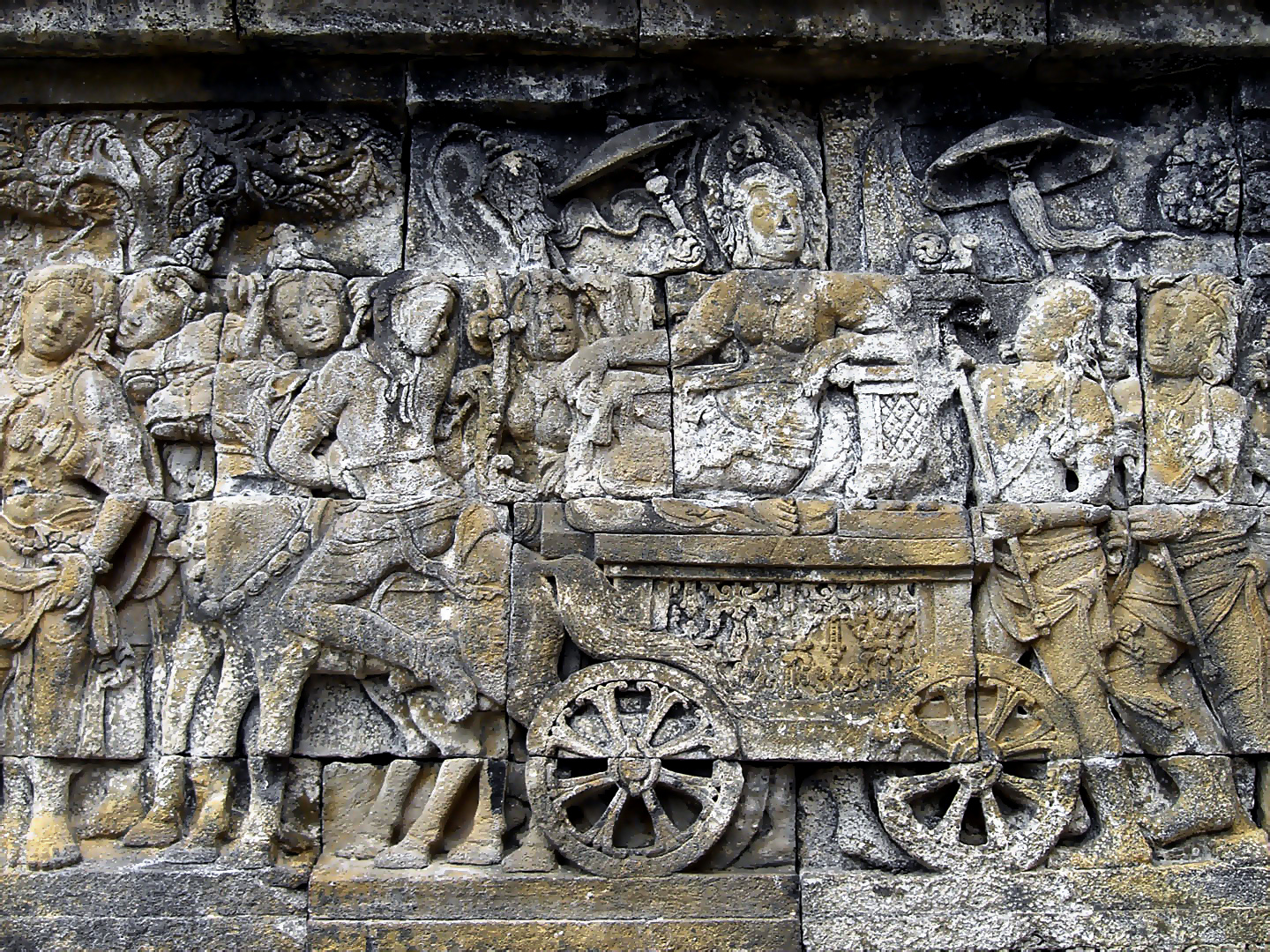
Májá királyné Lumbinibe készül, hogy ott adjon életet fiának (Borobudur)

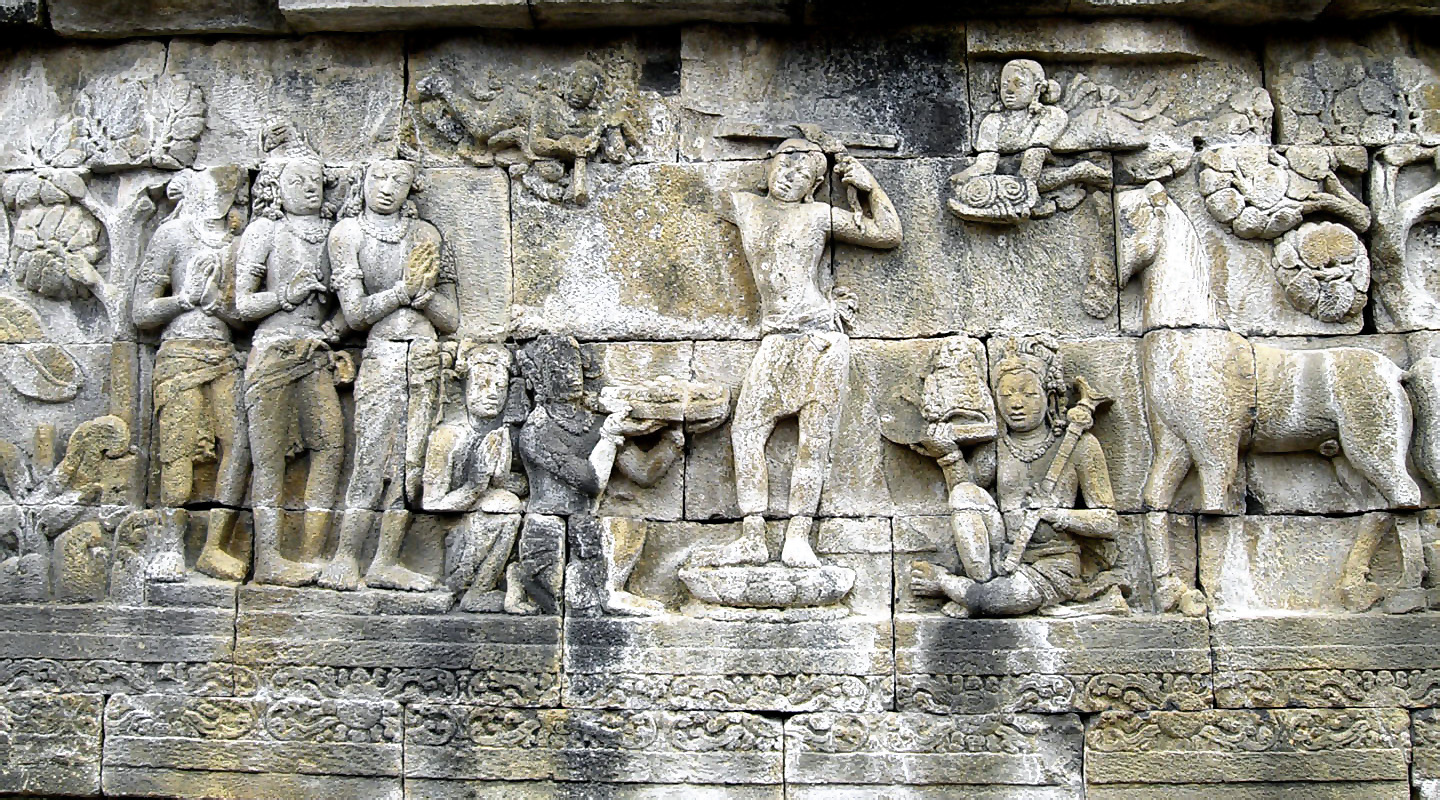
Sziddhártha herceg levágja a haját és felcsap vándorszerzetesnek (Borobudur)

#### Fogantatása és születése
A buddhista hagyományok nagyjából megegyeznek abban, hogy a Buddha édesanyja Májá déví királynő volt. Az ifjú Máját feleségül adták Suddhódanához, a kapilavasztui sákja klán királyához, aki egyben az unokatestvére is volt. Májá édesapja Dévadaha királya volt.
Májának és Suddhódhanának húsz évig nem volt gyermeke. A legenda szerint egy teliholdas éjjelen a palotában a királynőnek volt egy élénk álma. Úgy érezte, hogy elcipelte őt négy déva (lélek) a Himalájában lévő Anotatta-tóhoz. Miután a tóban megfürösztötték és felöltöztették mennyei öltözékekbe, beparfümözték és beborították isteni virágokkal. Röviddel ezután egy fehér elefánt jelent meg fehér lótusz virággal a törzsén és háromszor megkerülte Máját és a jobb oldala felől behatolt a méhébe. Ezután az elefánt eltűnt és a királynő felébredt, megértvén, hogy fontos üzenetet kapott, mivel az elefánt Indiában a hatalmasság szimbóluma volt.
A buddhista hagyomány szerint a leendő Buddha bódhiszattvaként várakozott a Tusita mennyországban, és úgy döntött, hogy fehér elefántként fog még egyszer utoljára újraszületni. Májá végül az i. e. 563 körül adott életet Sziddhárthának. A terhesség tíz holdhónapig tartott. A szokásoknak megfelelően a királynő visszatért szüleihez a szülés idejére. Az úton kiszállt a gyaloghintójából, hogy rövid sétát tegyen a lumbini park virágoskertjében található szálafa (Shorea robusta) alatt – amit gyakran összetévesztenek a hindu asókafával (Saraca asoca). Májának nagyon tetszett a hely és úgy döntött, hogy ott szüli meg gyermekét, állva, egy szálfa ágába kapaszkodva. A legenda szerint Sziddhártha herceg Májá jobb oldalán át látta meg a napvilágot. Egyesek szerint legelőször a Puszkarini kis tóban fürösztötte meg a csecsemőt. De a legenda szerint a dévák esőt küldtek, hogy lemosdassák az újszülöttet.
A tudósok egyetértenek abban, hogy a buddhista irodalmak többsége szerint Májá a szülést követő hetedik napon hunyt el, majd ezután a Távatimsza mennyországban született újra, ahol Buddha később megtanította neki az Abhidharmát. Húga, Mahá Padzsápatí Gótamí vált a gyermek nevelőanyjává.
A születést követően a királyi család meghívott látnok tudósokat a királyi udvarba az újszülött Sziddhártha herceg névadási szertartására. Felkértek őket, hogy adjanak jóslatot a csecsemő sorsával kapcsolatban. Egy bráhmin származású bölcs, Kaundinja kivételével az összes jós két lehetséges utat festett le Sziddhártha jövőjeként: vagy hatalmas uralkodó (csakravartin) válik belőle, vagy felhagy a világi élettel és magas szintű vallási vezető lesz belőle. Egyedül Kaundinja jövendölte azt, hogy Szidhhárthából egyértelműen buddha lesz.

#### Spirituális útja a megvilágosodás felé

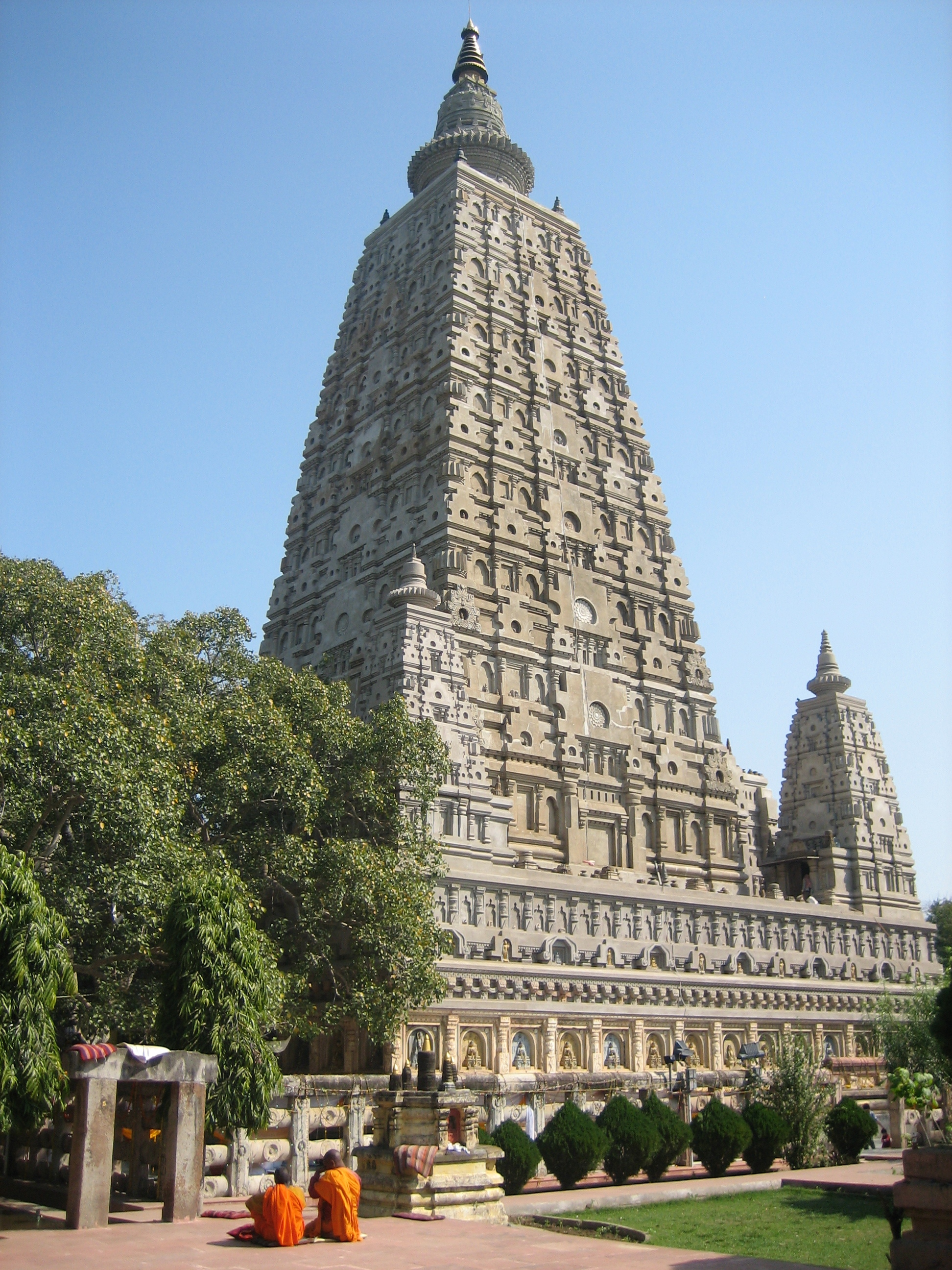
A Mahábódhi templom – Buddha ezen a helyen érte el a megvilágosodást

Az ifjú herceget nagyon érdekelte, hogy mi van a palota falain túl, ezért megszökött onnan. A négy gondolatébresztő látványnak köszönhetően teljesen összezavarodott. Már nem találta többé a boldogságot és élete értelmét az érzéki gyönyörökben és a fényűző semmittevésben. Végül 29 évesen hátat fordított addigi életének, és elindult a megszabadulás keresésének útján. Vele tartott a jós Kaundinja és fia, Asszadzsi is, továbbá Bhaddija, Vappa és Mahanama, akik szintén három brahmin jós fiai voltak. Az öt brahmin együtt végzett meditációs és önsanyargató aszkéta gyakorlatokat.
Gautama közben felkereste Álára Kálámát, hogy tanítson neki meditációt, főleg a dzshána állapotok közül a „semmiség alapját” (páli: ákincsannájatana). Kemény gyakorlás után Gautama elérte Álára szintjét, ami után Álára már nem tudta tanítani őt tovább, ezért az tovább folytatta útját a megvilágosodáshoz vezető ösvényen. Következő tanítója Udaka Rámaputta volt, akinek a segítségével Gautama elérte a legfőbb jóga-csendet és „kévalinná” vált, ami a dzsainizmusban jógamestert jelent. A megvilágosodást viszont nem sikerült elérnie.
Többéves remeteség, aszkézis és vándorlás után egy fügefa alatt ülve (Bodh-Gajában) Gautama úgy döntött, nem mozdul el onnan, amíg meg nem találja a lét szenvedő mivoltának feloldását, azaz amíg el nem éri a megszabadulást. Mivel remetesége előtt pazar kényelemben élt, az aszkézis idején pedig veszélyes önsanyargatásig vitte a gyakorlatokat, elhatározta, hogy egyiket sem fogja követni, hanem a középutat kell kipróbálnia. Rendszeres étkezéssel és tisztálkodással újraerősítette a testét. Tanulmányozta az összes szent iratot és mindenféle módszert kipróbált. Új meditációs gyakorlatba kezdett, amely a légzés és a testi funkciók, érzetek figyelésén alapult (Szatipatthána szutta, Dígha nikája 22.). Elméje tisztává és csendessé vált.
Hat évvel azután, hogy elhagyta a palotát, április-május (vészakha) hó egy hajnalán buddhává, megvilágosodottá vált. Ekkor visszaemlékezett előző életeire, majd ráébredt a halál és az újraszületés lényegére. Rájött, hogy az új születések ciklusát csak az aszkéta életmód és a világi örömök közötti középúttal lehet megtörni, így érheti el a hívő a Nirvána állapotát. Buddha a megvilágosodását követő hét hetet hét különböző helyszínen töltötte a mai Mahábódhi templom közelben, és a saját tapasztalatain elmélkedett.

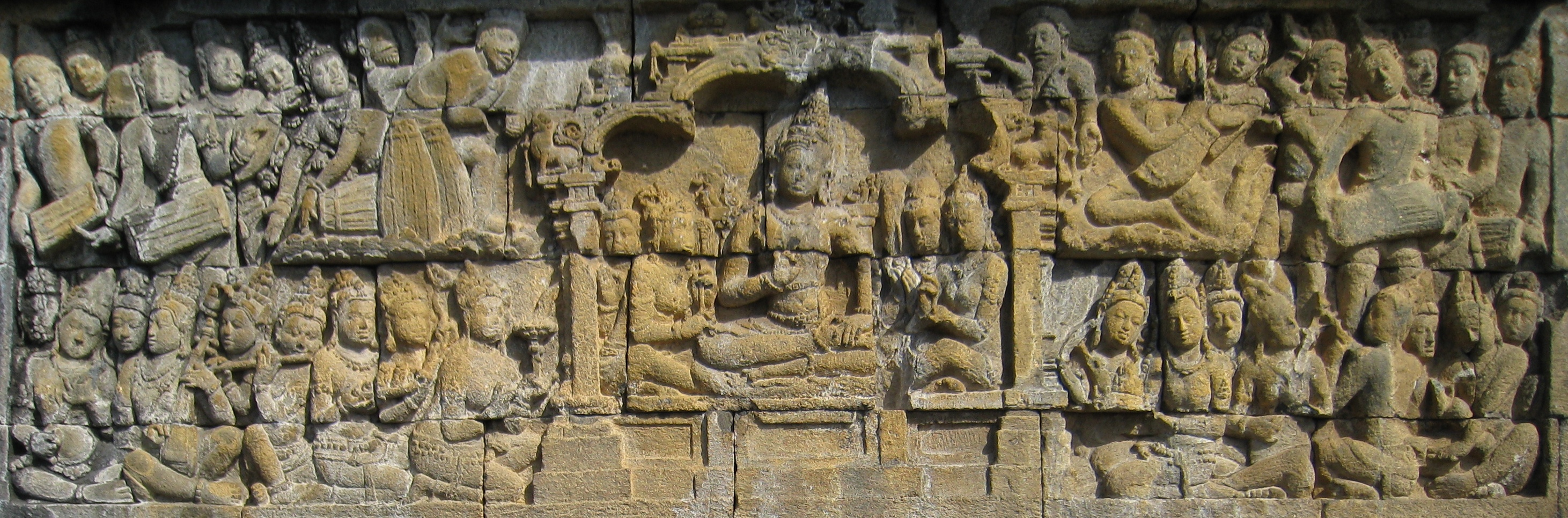
Gautama Bódhiszattvaként a Tusita mennyországban születése előtt (Borobudur)
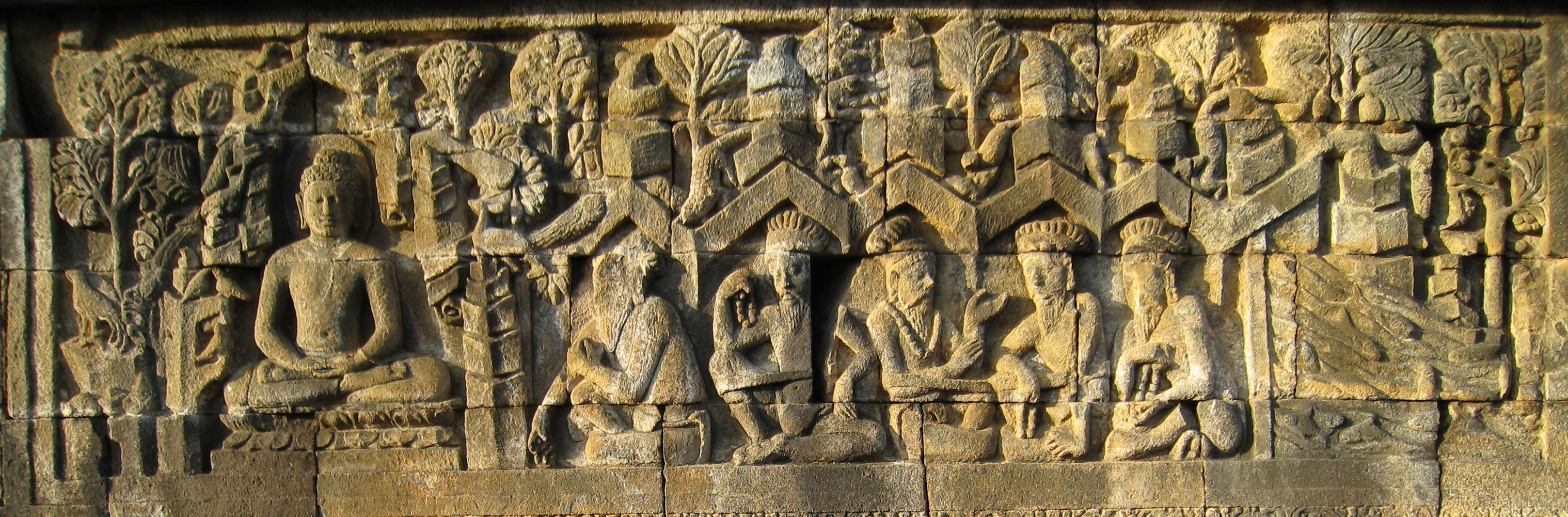
Gautama Buddha megvilágosodása után (Borobudur)

#### A tanító

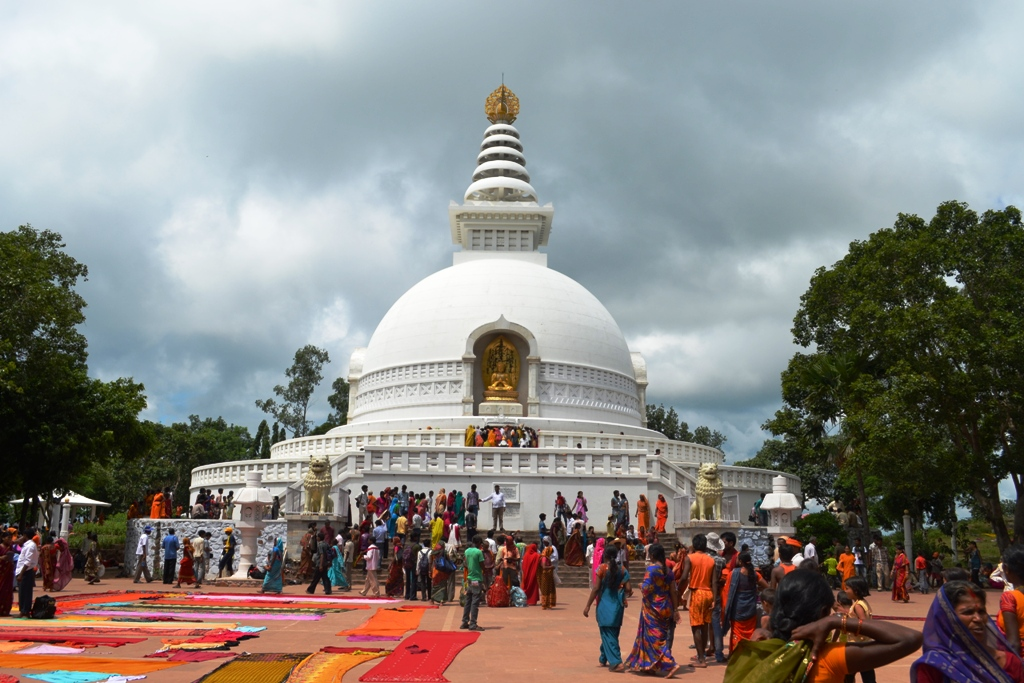
Buddha hónapokat töltött Rádzsgírban – a képen a helyszínen épült Visva Sánti-sztúpa

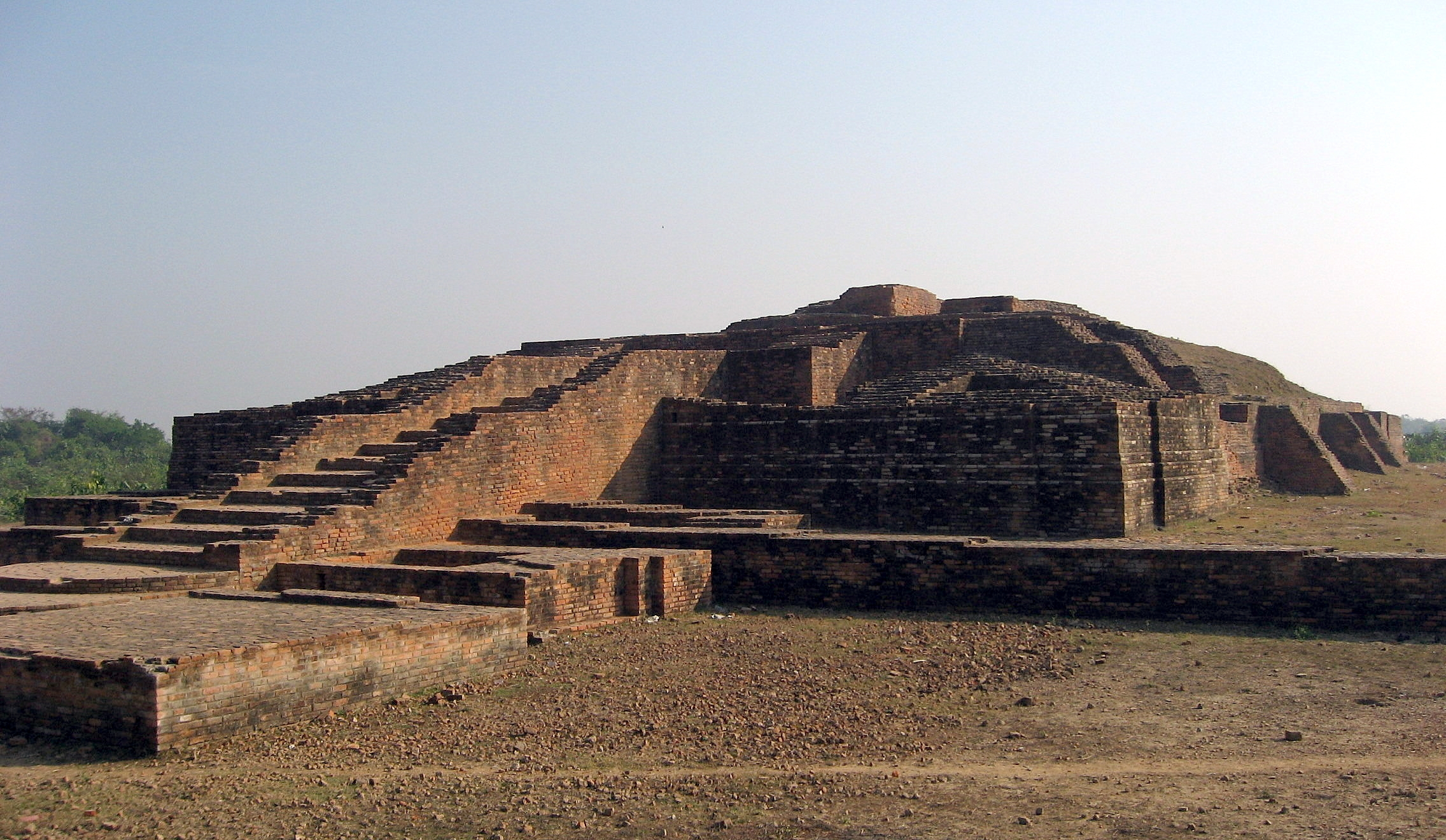
Az Anathapindika sztúpa az egykori Srávasztí történelmi város helyszínén

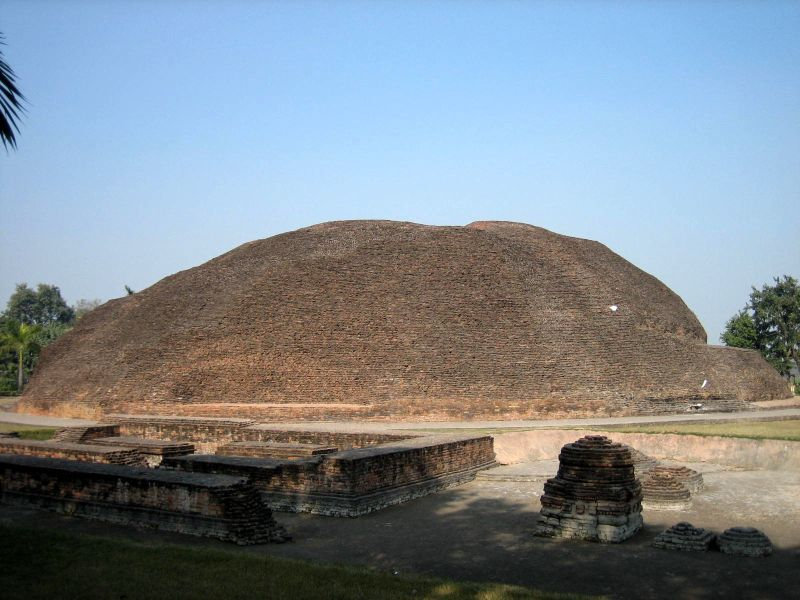
A Buddha hamvasztási sztúpa, Kusínagar városban

49 napig tartózkodott a megvilágosodás helyszínén, amikor kidolgozta tanításának alapjait.
Már Buddhaként ment Benáreszbe, ahol korábbi remetetársainak kifejtette nézeteit. Megerősítette őket, hogy a világi örömök hajszolása nem vezet igazi szabadsághoz, majd hozzátette, hogy a szigorú aszkézis általi érzéki örömök teljes megtagadása sem vezet el a végső igazsághoz. Ezután Buddha elmagyarázta, hogy a megvilágosodás csak a középút gyakorlásával érhető el, amely a szélsőséges életimádat és önmegtagadás közötti utat jelenti. Elmondta, hogy a „középút” a nemes nyolcrétű ösvény, vagyis a helyes nézet, helyes szándék, helyes beszéd, helyes cselekedet, helyes életmód, helyes erőfeszítés, helyes tudatosság és helyes koncentráció. Ezután Buddha elmagyarázta a négy nemes igazság mibenlétét, azaz létezik a szenvedés, a szenvedésnek van oka, a szenvedést meg lehet szüntetni és létezik a megszüntetéshez vezető út.
Társai kezdetben, a böjtölés feladása miatt nem vették őt komolyan, azonban, mivel személyében volt valami sugárzó, meghallgatták tanításait, és végül örökre elkötelezettjeivé váltak (Dhammacsakkappavattana-szutta (Szamjutta-nikája 56.11): A Tan kerekének megforgatása tanítóbeszéd). Ők (aszkétatársai) váltak a közösség magjává, és az általa leírt utat követték. Egyszerűen éltek, és csupán annyi tulajdonnal rendelkeztek, ami megélhetésükhöz szükséges volt. Bejárták Észak-Indiát, és vándorlásaik közben gyakorolták a meditációt, miközben élelmet koldultak.
Buddha, élete hátralevő részében, mintegy 45 éven át a mindennapi életből vett, könnyen érthető példákat használva tanított az emberek között. Tanításait soha sem tartotta abszolútnak, úgy tartotta, hogy mindenkinek a saját útját kell járnia. Kifejtette, hogy ő személyesen miként jött rá a dolgokra és hogyan érte el a megszabadulást. Követőket nem toborozott, mindenki önszántából csatlakozhatott tanítványául. Így jött létre a szangha, amelybe először csak férfi szerzetesek léphettek be (bhikkhuk). Később Buddha nevelőanyja, Mahá Padzsápatí Gótamí kérésére női apácákat is (bhikkhunik) felvettek a közösségbe. A szangha mérete folyamatosan nőtt, ám a buddhizmus csak i. u. 100 körül kezdett el nagy vallássá válni, amikor Indián kívül is terjedni kezdett.
A páli kánon szövegeiben Buddha a Tathágata (Szanszkrit: तथागत) kifejezéssel utal saját magára, amelynek általános fordítása: „aki így ment” (tathá-gata) vagy „ekként távozott” (tathá-ágata). Ez arra utal, hogy a Tathágata minden keletkezés és elmúlás – minden átmeneti jelenség – fölött áll. A kifejezésnek azonban több értelmezése is létezik, és az eredeti jelentés egyelőre nem tisztázott.
A páli kánon többször idézi Buddhát. Ezekben a szövegekben Buddha az „én, enyém, engem” szavak helyett a Tathágata kifejezést használja. Ez a kifejezési mód arra utalhat, hogy a tanítás olyasvalakitől származik, aki túl van az emberi létezés állapotán, túl a véget nem érő újraszületések és a halálok körforgásán. A kifejezést szinonimaként is használják az Arhat szó helyett, amely azt jelenti, hogy valaki már az életében elérte a megvilágosodást és bizonyos értelemben már nem is ember, hanem „egy tathágata, egy magasabb szintű élőlény (uttama-puriszo)”.
Buddha a feltételekhez kötött világ (szamszára) három jellegzetességét tanította – mulandóság, éntelenség és szenvedés –, illetve azt, hogy a feltételeken túl helyezkedik el a nirvána. A Buddha által tanított erkölcsi alapelvek nem egy irracionális istentől származó parancsolatok voltak, hanem a tanulás elemei (lásd: öt fogadalom, nyolc fogadalom és tíz fogadalom). Buddha különféle meditációs technikát (lásd például: vipasszaná, Bhávaná, dhjána) tanított tanítványainak (srávaka) a saját alkatuknak megfelelően.
Buddha korai közössége személyes és közeli kapcsolatban állt a tanítójával. Közéjük tartozott Buddha szinte összes rokona, vagy például korábbi szolgája, Csanna is. Kezdetben nem voltak szabályok, Buddha és tanítványai anélkül éltek teljes harmóniában. Az év túlnyomó részében magányosan vándoroltak, de évente egyszer, az esős évszakban (amikor a gyaloglás lehetetlenné vált) a bhikkhuk (szerzetesek) összejöttek pár hónapra. Ahogy a szangha növekedett és egyben felhígult olyanokkal, akiknek nem sikerült megvilágosodniuk, szükségessé vált bizonyos szabályok kialakítása. Buddha idejében ezek még rugalmasak voltak és a szituációkhoz alkalmazkodtak. A szerzetesek életéről részletesebben ír a Maddzshima-nikája 128. szuttája.

#### Halála
Körülbelül 80 éves lehetett, amikor megérezte a halála közeledtét, ezért összehívta követőit Kusínagarban. Utolsó ebédje után nagyon rosszul lett és súlyosan megbetegedett. Megkérte egyik legfőbb tanítványát, Ánandát, hogy győzze meg Kundát, aki az ételt adta Buddhának, hogy az ő rosszullétének semmi köze az ételhez, és hatalmas érdemeket szerzett magának azzal, hogy a Tathágatha utolsó ételét ő szolgáltatta. Az étel pontos tartalma nem egyértelmű, mivel a különböző hagyományok eltérő leírást adnak.
Buddha ezután meggyógyult (a Maháparinibbána-szuttában, a Dígha-nikája 16. szuttájában leírtak szerint „eltávoztatta magától a betegséget”), és megkérdezte a jelenlevő bhikkhuktól, hogy van-e bármilyen kérdésük még, ami tisztázatlan maradt. A szerzetesek azonban hallgattak. Lefeküdt jobb oldalára és a fejét a kezére hajtotta (mint sok mai szobor ábrázolja). A szutta szerint az utolsó szavai a következők voltak:
Bizony, most mondom néktek, szerzetesek: ami összetett (szankhára), szükségszerűen elpusztul. Állhatatossággal célba érhettek.
 (páli nyelven: 'vayadhammā saṅkhārā appamādena sampādethā', magyar fordítás: A páli fordító csoport)
Elhamvasztották, majd ereklyéit nyolc részre osztották. Az ereklyék jelentős része Srí Lankán található. A jobb kulcscsontja (nem látható, mert egy tömör ereklyeépítményben helyezték el – dagoba/sztúpa belsejébe), bal szemfoga, melyet Kandy városban a Szent Fog Templomában őriznek. A fogat egy elefántcsontból készült tokban tartják – másolata a múzeumban látható, és így csak jókora darab fognak látszik, mert ez a tok és nem maga a fog másolata –, majd ezt a tokozott fogat aranyból készült 25–30 cm magas hordozható arany dagoba/sztúpában tartják bezárva. Nem nyitják fel (az angol gyarmatosítók egyszer felnyitották, meg szerettek volna győződni az ereklye létéről). Az ereklyetartót évente egyszer (július hó teliholdjának napján) körbehordozzák a városban.
A buddhista kozmológia szerint minden kalpában (történelmi kor) ezer buddha születik. Az előző kalpát vjuhakalpának (dicsőséges eon), a jelenlegit pedig bhadrakalpának (kedvező eon) nevezik. A szent iratok szerint Maitréja Buddha követi a jelenlegi Gautama Buddhát.

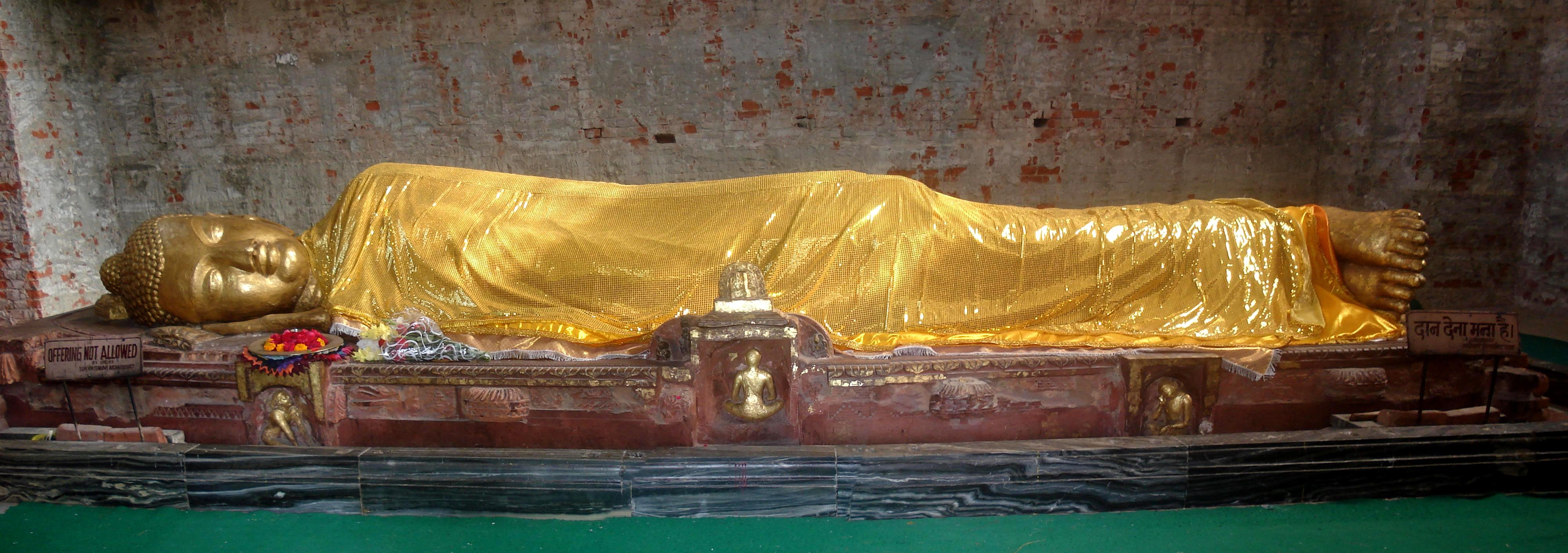
Ősi, faragott Buddha-szobor a Mahaparinirvána templomban, Kusínagar, India
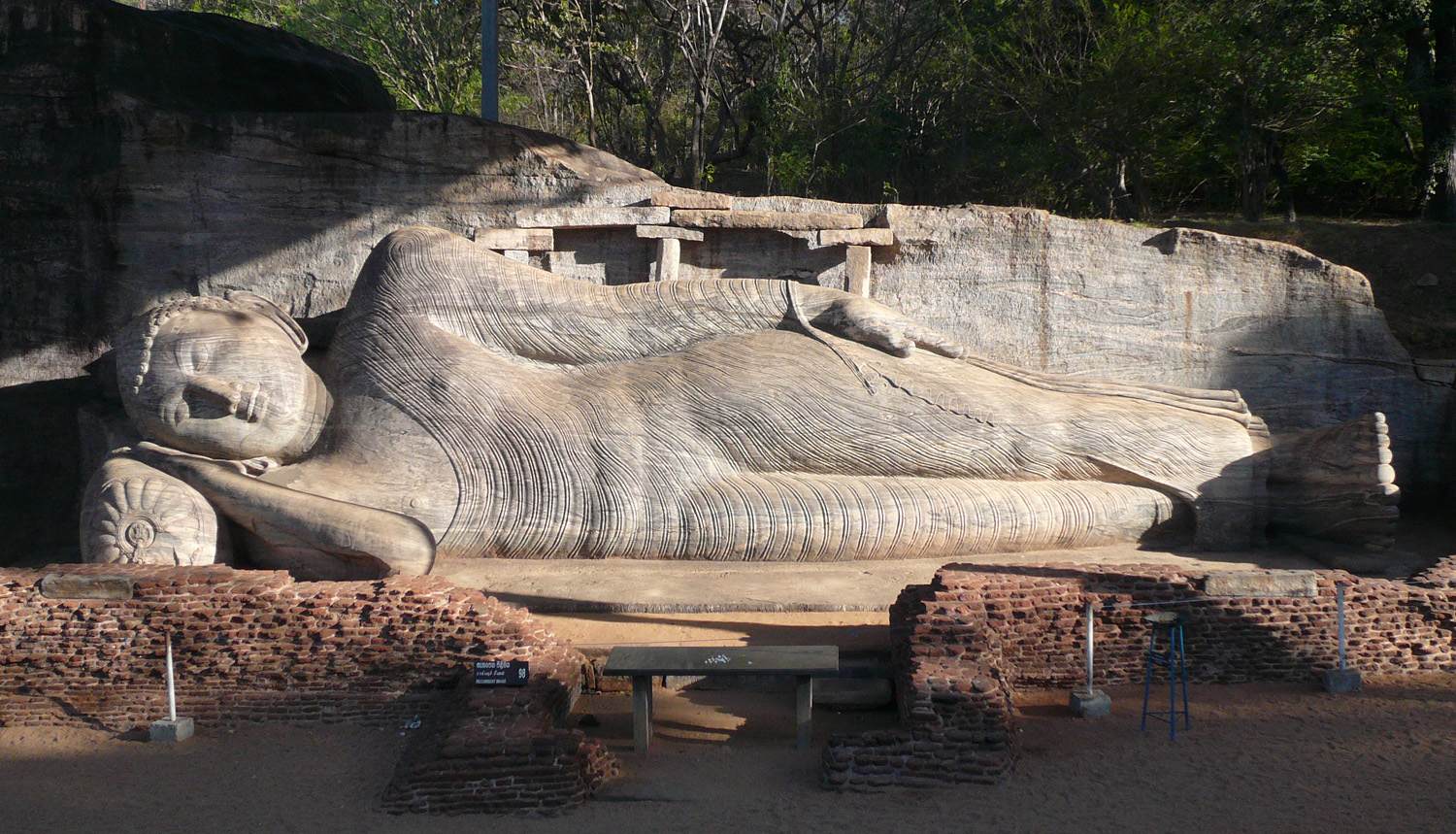
Fekvő Buddha-szobor Srí Lankán, 12. század
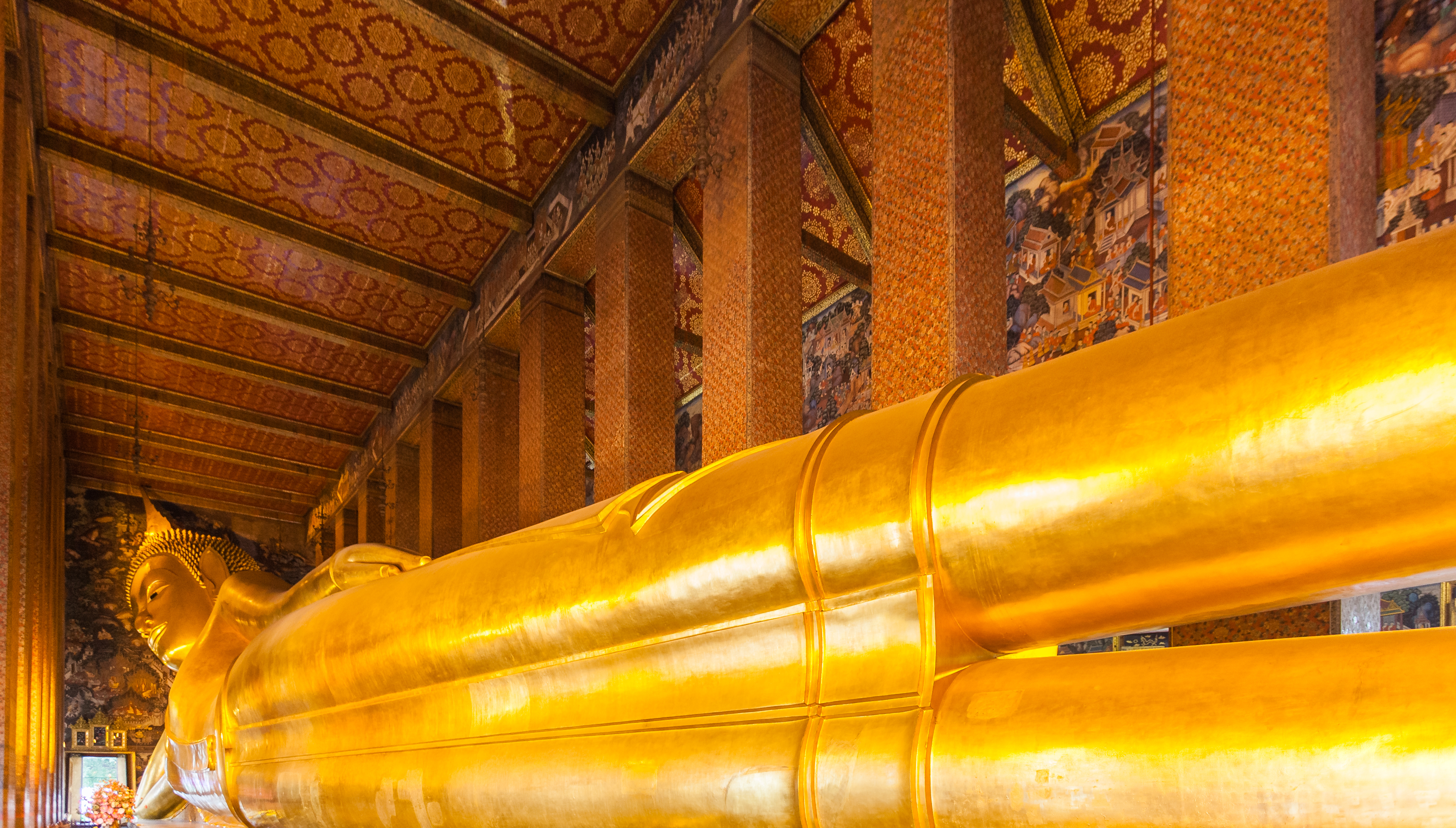
Fekvő Buddha, Bangkok, Thaiföld
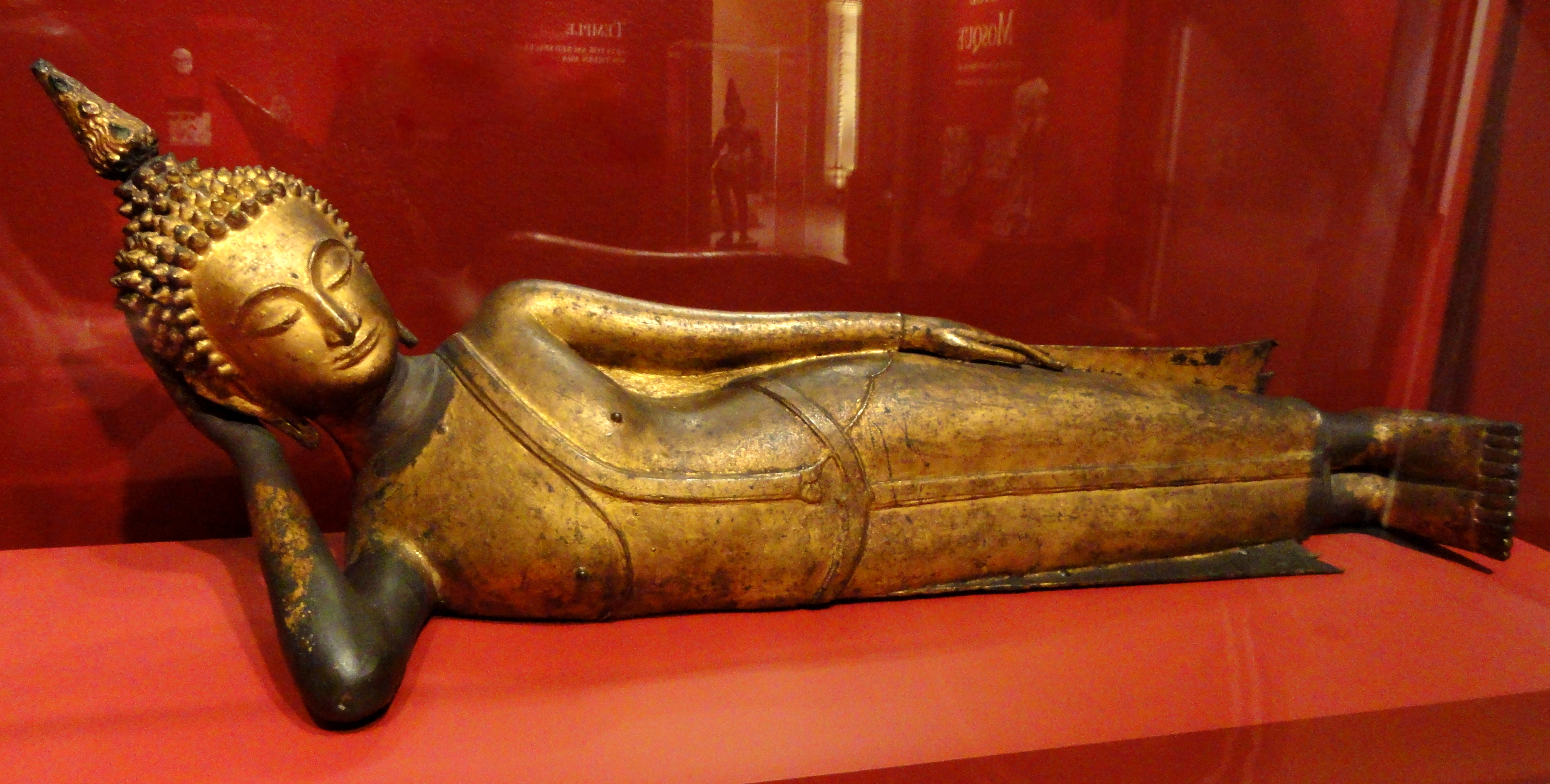
Thai fekvő Buddha-szobor, 17. század

## Tanításai

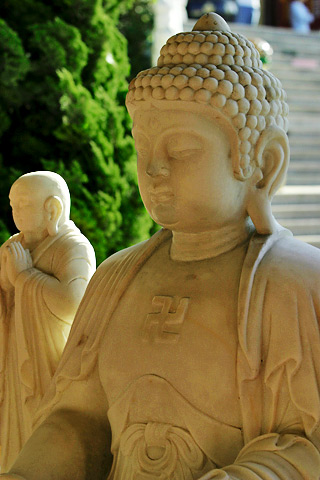
Buddha-szobor Japánban

Minden buddhista hagyomány elfogad bizonyos szövegeket buddha-vacsanaként, azaz Buddha tanításaként, ami nem jelenti azt, hogy ezek ténylegesen a történelmi Buddha használt szavai voltak. A hínajána buddhizmusban a páli kánont értik a buddha-vacsana hagyományos gyűjteményének. A kelet-ázsiai buddhizmusban a kínai buddhista kánon tartalmazza Buddha szavait. Ezek közül a legáltalánosabb kiadás a Taisó Tripitaka. A kínai buddhizmus tiszteletre méltó tanítója, Hszüan Hua szerint öt fajta lény mondhatja el a buddhista szútrákat: egy buddha, egy buddha tanítványa, egy déva, egy risi vagy ezen lények egy emanációja. A szútrák kinyilvánítása előtt egy buddhának kell biztosítania, hogy a tartalmak tényleg a dharma szerint valók legyenek. A tibeti buddhizmusban a Kandzsúr tartalmazza, hogy mi számít buddha-vacsanának. A kelet-ázsiai és tibeti buddhista kánonok saját gyűjteményeikben mindig ötvözték a buddha-vacsanát saját hagyományos irodalmukkal, azonban általánosságban megegyeznek abban, hogy mi Buddha eredeti tanítása.
Donald Lopez szerint már nagyon korán felállították azokat a kritériumokat, hogy mi számít buddha-vacsanának és a korai megfogalmazások nem utalnak arra, hogy a dharma csupán a történelmi Buddha által kiejtett szavakat jelentené. A mahászánghika és a múlaszarvásztiváda korai buddhista iskolák a buddha-vacsana részének tekintették a Buddha párbeszédeit és a tanítványainak a szövegeit is egyaránt. Sok lényt képesnek tartottak arra, hogy buddha-vacsana tudást adjanak át. Ilyenek a buddhák, a Buddha tanítványai, a risik és a dévák. Az ilyen párbeszédeket ezután összeegyeztették a szútrákkal, összehasonlították a vinajával, majd a dharma természetével is összevetették. Csak ezután nyilvánította igaz, Buddha általi buddha-vacsanának a szangha (buddhista közösség), idős mesterek egy kis csoportja, vagy egy idős, akit mindenki tisztelt.
A rendkívül nagy mennyiségű indiai eredetű buddhista szöveg tanulmányozása után Ronald Davidson megállapította, hogy az indiai buddhisták termékeny buddha-vacsana írók voltak, amely az indiai buddhizmus egyik sajátossága.
A Dhammacsakkappavattana-szutta (páli; szanszkrit: Dharmacsakra pravartana-szútra; magyarul: A dharma kerekének megforgatása) buddhista szöveg, amely tartalmazza Gautama Buddha legelső tanítását, amit megvilágosodása után mondott öt aszkétának (korábbi társai, akikkel hat évig végzett aszkéta gyakorlatokat). A hagyományok úgy tartják, hogy ez az indiai Szárnáth városa mellett történt. A szutta fő témája a négy nemes igazság, amely a buddhizmus központi tanítása, amely egyben keretet is ad a buddhista gondolkodásnak. Ezen felül a szútrában megjelenik a középút, az mulandóság és a függő keletkezés témája is.
Tanításának alappillére a négy nemes igazság (páli: csattári arija szaccsáni):
1. Dukkha arija szaccsa – a szenvedés nemes igazsága: az élet szenvedésekkel teli (dukkha), ami az életvágytól függ. Szenvedéssel teli minden, ami a tanhától (létszomjtól) függ, maga a bhava(létezés) szenvedés. A szenvedés gyökerei: káprázat/ámítás (móha), sóvárgás/vágyakozás (lobha), düh/ellenszenv/gyűlölet (dósza). A szenvedések típusai: magából az életből adódóan (dukkha dukkhata) az mulandóságból (viparináma dukkhata), összetettségből (szankhára dukkhata).[* 10]
2. Dukkha samudaja arija szaccsa – tanhá[* 11]): a szenvedés oka a vágy és a sóvárgás: újabb élményt szerezni/tapasztalni (káma), azokat megtartani (bhava), illetve azoktól megszabadulni (vibhava). A dolgok függő keletkezését (pratítja-szamutpáda) a 12 oksági oksági láncszem (nidána) magyarázza.[* 12]
3. Dukkha niródho arija szaccsa – a szenvedés megszüntetése a vágyaktól való megszabadulás segítségével történik.[* 13]
4. Dukkha niródha gáminí patipadá arija szaccsa[* 14], arijó atthangikó maggó[* 15] – a szenvedés megszüntetéséhez a nemes nyolcrétű ösvény vezet (arija atthangika magga).

## A buddhista kozmológiában

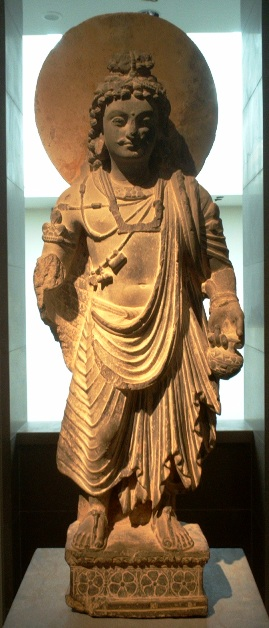
Maitréja a 2. századi gandhárai művészeti korból

A Buddhavamsza (Buddhák krónikája) elsősorban Gautama Buddha és az őt megelőző 27 Buddha életét meséli el. A Buddhavamsza a Khuddaka-nikája része, amely a Szutta-pitaka ötödik gyűjteménye. A 28 buddha közül az első három – Tanhankara, Medhankara és Saranankara – Dípankara Buddha előtt élt. A negyedik buddha volt Dípankara, aki megjövendölte (nijatha vivarana) egy ifjú brahminnak, hogy ő lesz a jövőben Gautama Buddha. Dípankara után még 23 „nemes” ember (arija-puggala) érte el a megvilágosodást Gautama előtt. A Buddhavamsza által leírt 28 buddha nem a buddhizmus által létezőnek vélt összes buddha. Gautama az tanította, hogy a múlt kalpáiban (eon) megszámlálhatatlan buddha létezett. Sok buddhista teszi tiszteletét a jövőbeli (azaz 29.) buddha, Maitréja előtt is. A buddhista szövegek szerint Maitréja követi majd Gautamát. Ő is önerőből fogja elérni a megvilágosodást és tanítja majd a tiszta dharmát. Maitréja eljövetelének jóslata szerepel a théraváda, a mahájána és a vadzsrajána kanonikus irodalmaiban is.

## Könyvek magyarul
- Buddha beszédei; vál., páliból ford., jegyz., utószó Vekerdi József; Helikon, Bp., 1989

## Megnevezései a buddhista szövegekben

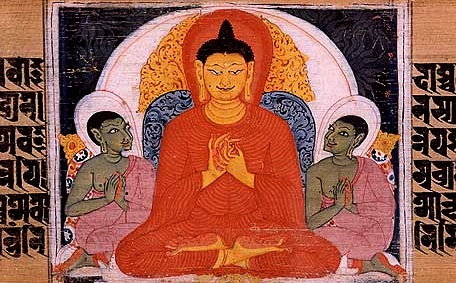
A buddha a négy nemes igazságot tanítja. Szanszkrit kézirat. Nalanda, Bihar, India

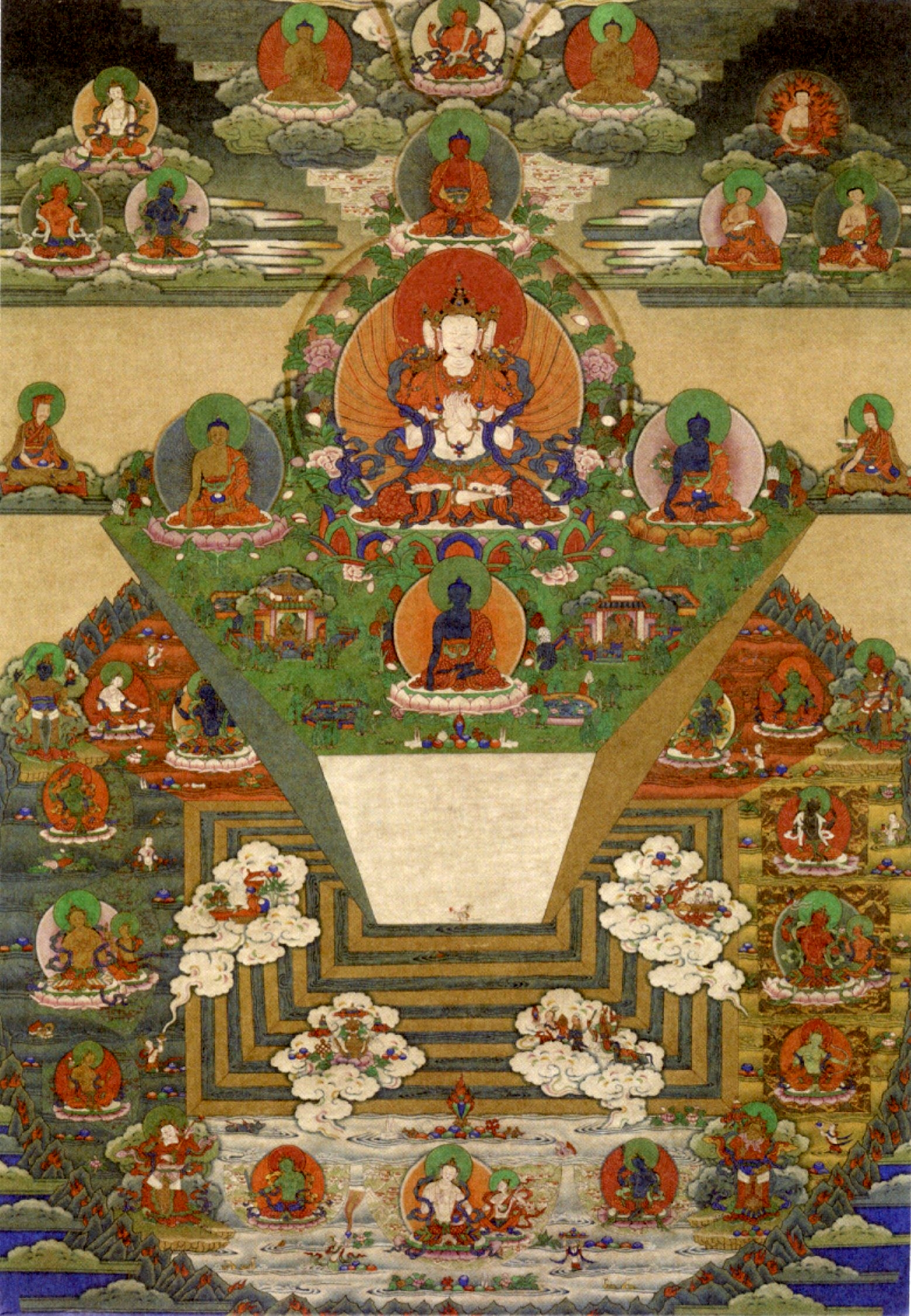
A Meru-hegyet és a világegyetemet ábrázoló bhutáni thangka, 19. század

Buddha születéskor a Szarvártha Sziddha nevet kapta.
Sziddhártha („Ő, aki eléri a céljait”)
Sziddhártha (szanszkrit) vagy Sziddhattha (páli) Gautama keresztneve. Úgy is nevezik, hogy Sziddhártha herceg.
Gautama
A Gautama vagy Gótama ősi indiai név, amely a szanszkrit "gŐ(गः)" és "tama (तम)" gyökökből áll. A "tama" jelentése "sötétség" és a "gó" jelentése "éles fény". Együtt azt jelentik, hogy az aki tökéletességével (spirituális erejével) elűzi a sötétséget (tévelygést). A név női alakja Gótamí. Buddha édesanyja Májá dévi pár nappal a szülés után meghalt, így a herceget végül nevelőanyja, Mahá Padzsápatí Gótamí nevelte fel.
Sákjamuni („A Sákják bölcse” )
Megvilágosodása után nevezték Buddhát úgy, hogy Sákjamuni (magyarul szerepel még hosszú í-vel is – Sákjamuní) azaz a sákják vagy szakják „bölcse”.
Tathágata („Ekként távozott”)
A Tathágata (dévanágari: तथागत, szanszkrit: t̪əˈt̪ʰɑːɡət̪ə) páli és szanszkrit szó a páli kánon szövegeiben használt kifejezés, amellyel a történelmi Buddha saját magára utal. Általános fordítása az „aki így ment” (tathá-gata) vagy „ekként távozott” (tathá-ágata). Ez arra utal, hogy a Tathágata minden keletkezés és elmúlás – minden átmeneti jelenség – fölött áll. Más értelmezés is létezik, és valójában az eredeti jelentés nem tisztázott. A páli kánonban többször idézik a Buddhát. Ezekben a szövegekben a Buddha az „én, enyém, engem” szavak helyett a Tathágata kifejezést használja. Ez a kifejezési mód utalhat arra is, hogy a tanítás olyasvalakitől származik, aki túl van az emberi lények állapotán, túl a véget nem érő újraszületések és a halálok körforgásán.
A kifejezést szinonimaként is használják az Arhat szó helyett, amely azt jelenti, hogy valaki az életében elérte a megvilágosodást és bizonyos értelemben már nem is ember, „egy tathágata, egy magasabb szintű élőlény (uttama-puriszo)”.
Arhat („Érdemre méltó”)
Az arhat (szanszkrit: अर्हत arhat; páli: arahat, arahant) a buddhizmusban olyan spirituális gyakorlót jelent, aki egy bizonyos magas szintet elért. A különböző hagyományokban és iskolákban eltérően használatos a fogalom. Az arhat szó eredeti jelentése „érdemre méltó”, amit régtől fogva használnak a védikus, a dzsaina és a buddhista írásokban. A théraváda buddhizmusban ezzel a kifejezéssel nevezik azokat a személyeket, akik elérték a
megvilágosodást. A korai buddhista iskolákban még többféle nézet létezett az arhatok tökéletességéről. Általában a mahászánghika ágon (pl. ekavjávahárika, lokottaraváda) bahusrutíja, pradzsnaptiváda, és a csaitika iskolák) az arhat egy transzendentális és emberfeletti természetű buddha vagy bódhiszattva, aki esendő természetű. A Kaitika iskolában például az eszményített bodhiszattvához (bodhiszattvajána) képest az arhat (srávakajána) alacsonyabb szinten van, aki még nem teljesen szabadult meg a tudatlanságtól. A páli kánonban az arhat kifejezést gyakran használják a tathágata szinonimájaként. A mahájána buddhizmus követői Buddhát tartják a legideálisabb spirituális példaképnek. Ezen kívül különböző szinteket lehet elérni, például az arhatok, a pratjékabuddhák és a teljesen megvilágosodott buddhák (szanszkrit: szamjaksaṃbuddha), avagy a tathágaták (pl. Gautama Buddha) szintjét.
Szamjak-szambuddha („Teljesen és tökéletesen felébredt”)
A mahájána Anunatva-Apurnatva-Nirdesa szútrában (a nem-csökkenés és nem-növekvés szútra) Buddha több néven is utal magára: Tathágata, Arhat és Szamjak-szambuddha.
Saszta dévamanuszjanam („Istenek és emberek tanítója”)
Buddhát a páli kánonban több helyen úgy nevezik, hogy Szattha dévamanusszanam vagy Saszta dévamanuszjanam, az istenek és az emberek tanítója. A buddhista hagyomány szerint Buddha azt tanította, miképp szüntessék meg ezek az érző lények a szenvedéssel járó újjászületések ciklikus körforgását. A théraváda buddhizmushoz tartozó Tipitakában több alkalommal érkeznek dévák és brahmák Buddhához, hogy a dharmával (tanításokkal) kapcsolatban tegyenek fel kérdéseket.
Buddha („Felébredt”)
Szanszkrit nyelven a buddha (बुद्ध) kifejezés ébert, felébredtet, megvilágosodottat, intelligenset jelent.
További megnevezései
- Bhagavat („Áldott”),
- Vidjá-csarana-szampanna („Tudásban és erényes cselekedetekben tökéletes”),
- Sugata („Jól távozott”),
- Lokavid („Világok ismerője”),
- Anuttarah puruszadamjaszarathih („A megfékezésre szorulók felülmúlhatatlan vezetője”).

## Életének főbb helyszínei

### A négy fő zarándokhely
Gautama Buddha állítólag négy értékes zarándokhelyet nevezett meg tanítványainak, amelyek spirituális érzetet kölcsönözhetnek. Ezek a következők:
- Lumbini: Buddha születési helye (Nepálban),
- Bodh-Gaja: Buddha megvilágosodásának helyszíne (jelenleg a Mahábódhi templom),
- Szárnáth (hivatalosan Iszipathana): Buddha itt tartotta első tanításait,
- Kusínagar (India): Buddha halálának helye.

### A nyolc magasságos helyszín
A későbbi magyarázó szövegek szerint további négy helyszín is különlegesen fontos, mivel Buddha ezeken a helyeken bizonyos csodákat művelt. Fontos megemlíteni, hogy ezek közül néhány esemény nem szerepel a Tipitakában. A nyolc magasságos helyszín közül az első négy megegyezik a Buddha által említettekkel. A második négy helyszínen állítólagos csodák történetek:
- Srávasztí: Mivel ez egy jelentős városnak számított Buddha idejében, Buddha is rengeteg időt töltött itt. Itt történt a tűz és víz páros csodája.
- Rádzsgír: A Nalagiri névre hallgató felbőszített elefánt elcsitításának a helyszíne. Rádzsgír is jelentős városnak számított ekkortájt.
- Szankissza: Itt ereszkedett le a földre a Tusita mennyországból (miután három hónapig tanította édesanyját Abhidhammát).
- Vaisáli: Itt kapott méz felajánlást egy majomtól. Vaisáli az ókori indiai Vaddzsi köztársaság fővárosa volt.

## Fizikai jellemzői

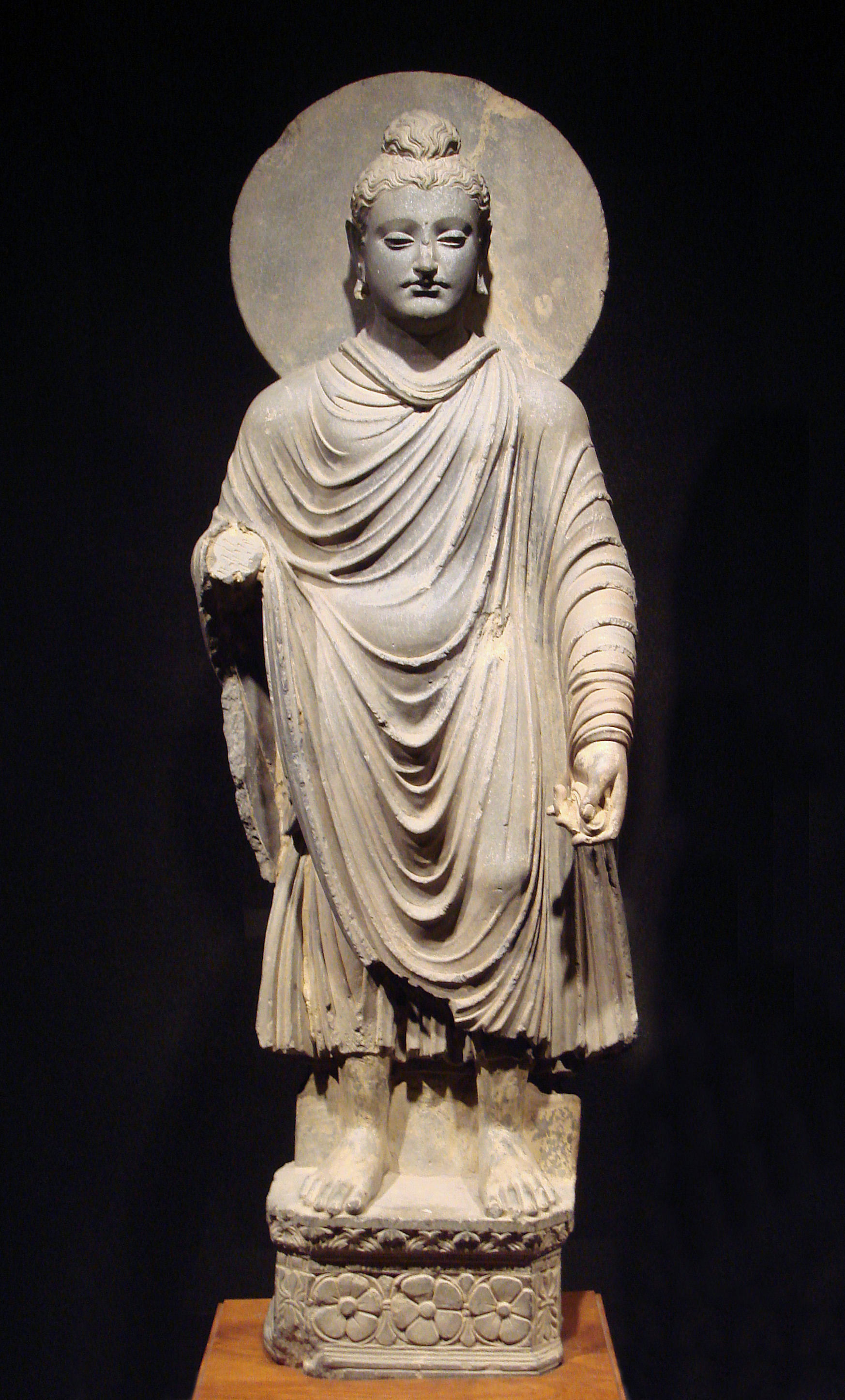
Buddha egyik legelső ábrázolása az 1–2 századból, Grékó-buddhista művészet, Gandhára

A történelmi Buddháról műalkotás nem született egészen a 2. századig, elsősorban a korabeli szobrászat anikonista szemlélete miatt. Buddha fizikai testének jellemzése néhány korai írásból ismert. Ezekből az írásokból meríthették modelljüket a korai szobrok és domborművek szerzői is. Főleg a páli kánonban szereplő „Egy nagyszerű ember 32 jellemzője” írás volt nagy hatással a művészekre. Ezt a 32 jellemzőt kiegészíti további 80 másodlagos jellemző is (páli:Anubjandzsana). A 80 apróbb buddha-jellemzőt a kínai buddhista kánonba tartozó ágamák sorolják fel. Guang Hszing szerint ezek a 32 fő jellemző részletesebb magyarázatai. A 80 másodlagos jellemzőt átvették a mahájána és théraváda irányzatokhoz tartozó buddhista hagyományok is. A páli irodalomban ezeket az Apadána és a Milindapanha sorolja fel.
A mahájána buddhizmusban, amelybe az ezoterikus buddhizmus is beletartozik, a 32 fő és 80 másodlagos jellemzőről úgy tartják, hogy azok Buddha szambhogakájához, vagyis tökéletes gyönyörűségtestéhez tartoznak. Ezt megkülönböztetik Buddha fizikális testétől, amelyet nirmánakája testnek, azaz átalakuló testnek neveznek.

## Ábrázolásai

### Lábnyoma

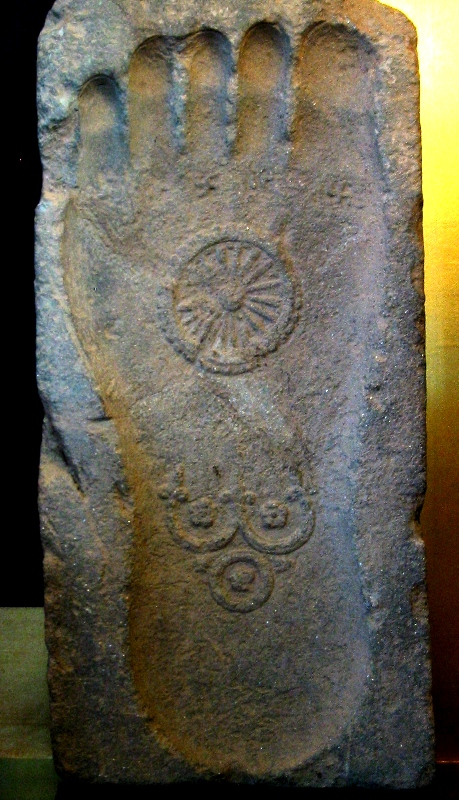
Buddha lábnyoma a dharmacsakrával és a triratnával, 1. század, Gandhára

A Buddha lábnyoma (szanszkrit: Buddhapada, japán: 仏足石 – bussokuseki) Gautama Buddha egyik vagy mindkét talpának lenyomata. Létezik természetes és mesterséges állapotban. Természetesen a „természetesek” közül sokat nem ismernek el Buddha valódi lábnyomaként, csupán azok másolataként vagy ábrázolásaként, amelyeket buddhista ereklyének vagy csetijának tekintenek, Buddha korai szimbolikus ábrázolásának illetve anikonizmusnak.
Ázsiában rengeteg különböző korból származó Buddha-lábnyomot tartanak számon. Niva Motodzsi (丹羽基二) japán szerző évekig kutatta a lábnyomokat az ázsiai országokban. Összesen több mint háromezer állítólagos lábnyomot talált, csak Japánban mintegy háromszázat, Srí Lankán több mint ezret. Gyakran tartalmaznak belevésett vagy felfestett megkülönböztető jelzéseket, úgymint dharmacsakrát a talp közepén, vagy Buddha 32, 108 vagy 132 megkülönböztető jegyét.
Az egyik buddhista legenda szerint Buddha életében elrepült Srí Lankára és a Sri Pada (hegy) csúcsán hagyta a lábnyomát, hogy jelezze Srí Lanka fontosságát tanításainak terjesztésében. Ugyanilyen módon hagyta lábnyomait különböző ázsiai helyszíneken, ahol a tanításait később el fogják ismerni. Thaiföldön a legfontosabb ilyen „természetes” lábnyom a Vat Phra Phutthabat templomban található, az ország középső régiójában. Kínában, a Tang-dinasztia korában Buddha hatalmas lábnyomának felfedezése miatt (ma Lojang) Vu Cötien anyacsászárné új uralkodói korszakot indított 701-ben Dacu („nagy láb”) néven.
A lábnyom története, mint szobrászati tárgy, az ókori India régi koraiba nyúlik vissza. Ezek még a buddhista művészet grékó-buddhista időszaka előtti korokból származnak – például a bharhuti vagy a száncsi buddhista emlékek, vagy a legendás fügefa és a dharmacsakra. A lábnyomkészítés hagyománya később kiemelkedett Srí Lankán, Burmában és Thaiföldön.
Az istenek és guruk lábának tisztelete mindennapos volt az ősi Indiába. A hierarchia kifejezésének gesztusaként a fejüket az imádott mester lábfejéhez érintették vagy talpa alá helyezték. Buddha lábnyoma többféle módon jelenik meg ún. csetijaként (buddhista ereklye). Némely lábnyomot ábrázoló ereklyének (uddeszika) tartanak, másikakat használatra vagy kapcsolattartásra (paribhogika) használnak, és akad köztük olyan is, amit nem lábnyomnak tekintenek, hanem egyenesen Buddha lábának (saririka). A lábnyomok ábrázolásai jelenthetnek eseményeket Buddha életéből, vagy embereket, akik Buddha lábnyománál mutatnak be imádatot.

### Ikonográfia

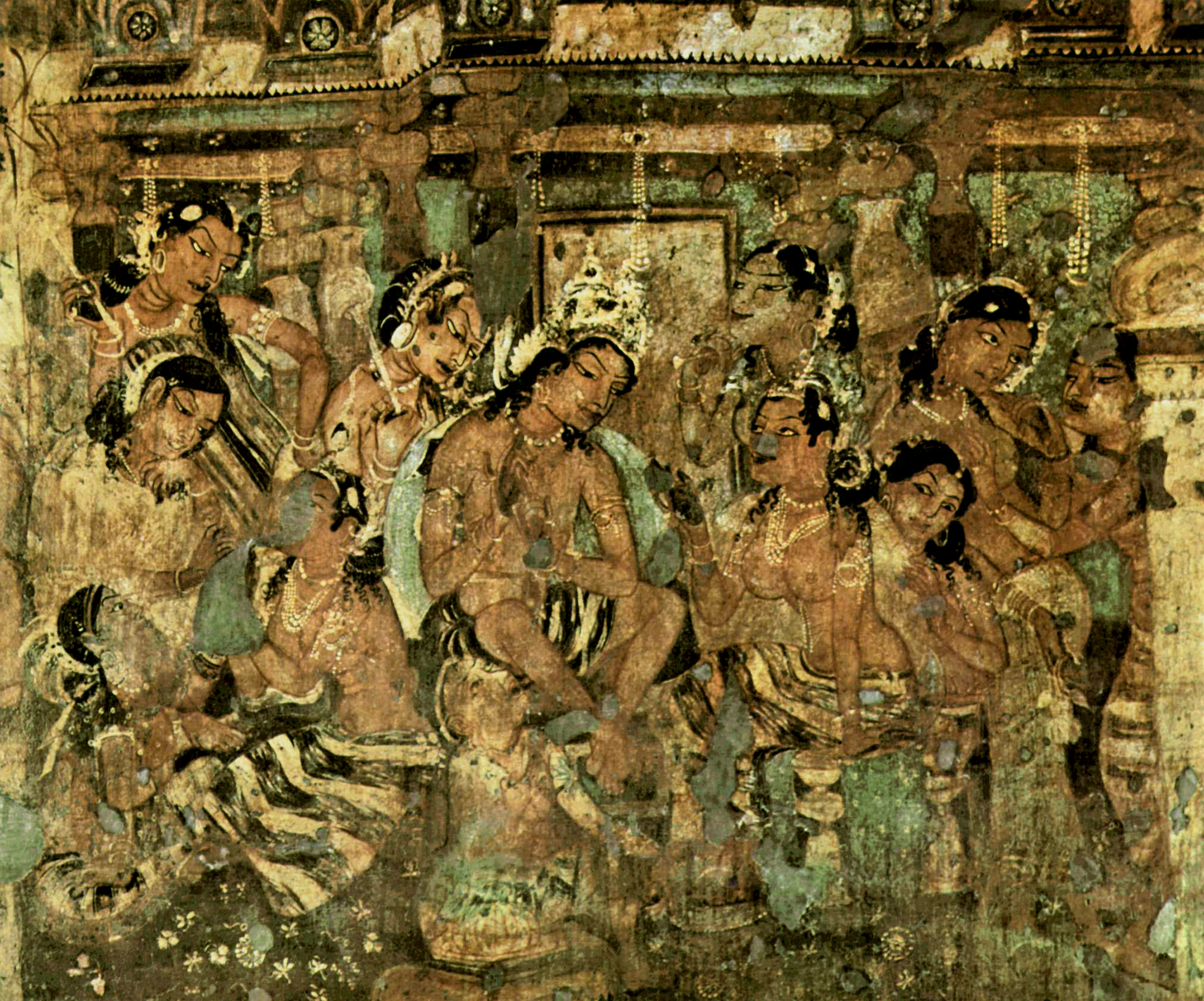
Falfestmény – 1. számú barlang, egy születéstörténet ábrázolása, Adzsanta

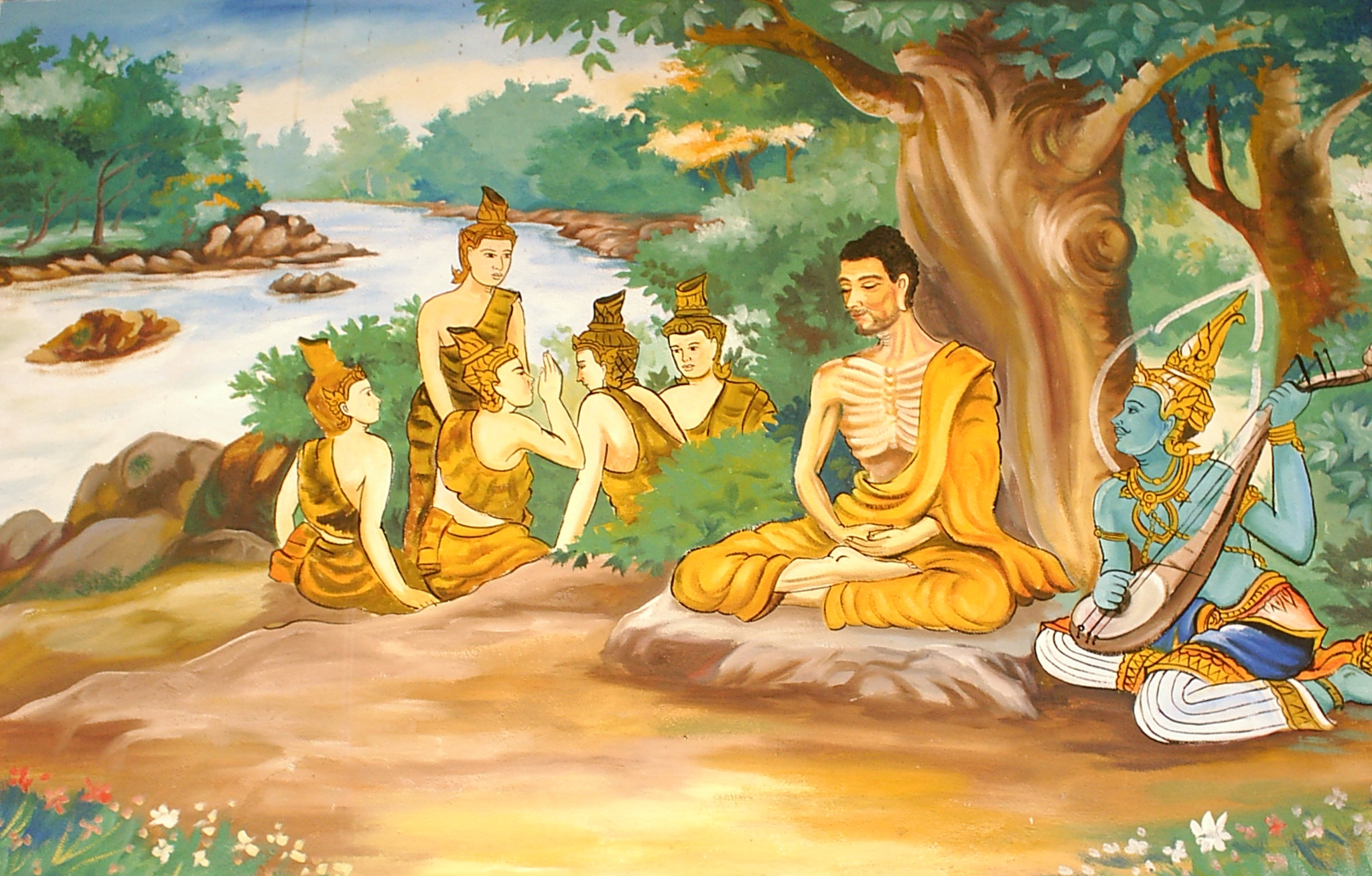
Az aszkéta Gótama öt követőjével, akik az első szanghát alkották. Falfestmény egy laoszi templomban

Az i. e. 2–1. században a szobrok már egyértelmű jeleneteket ábrázoltak Buddha életéből és tanításaiból. Kezdetben a plasztikus ábrázolások általában sztúpák díszítésében, szegélydíszeken vagy fogadalmi táblákon jelentek meg.
Annak ellenére, hogy az indiai díszítőművészetben már századokkal azelőtt jelen volt a szobrászat hagyománya és mesteri szinten volt az ikonográfia, Buddhát soha nem ábrázolták emberi alakban, csupán szimbólumokon keresztül. Ezért nevezhető ez az időszak anikonistának. A művészek idegenkedtek Buddha ember alakú ábrázolásától, ezért kifinomult szimbolizmust fejlesztettek ki még olyan narratív jelenetek esetében is, ahol más emberek is jelen voltak. India déli területein, az Amaravati iskolában ez a tendencia megfigyelhető egészen a 2. század végéig. Egyes feltételezések szerint létezhettek Buddha emberalakban történő, fából készült szoborábrázolásai, amelyek azóta tönkrementek, de ezidáig régészeti leletekkel ezt még nem sikerült bizonyítani.
Indiában a buddhizmus korai építészeti emlékei közé tartozik az i. e. 3. századra visszanyúló Mahábódhi templom. A Bodh-Gajában található építmény később hasonló burmai és indonéz épületek mintájává vált. Úgy tartják, hogy a Srí Lankán található Szigirija sziklavár (kb. i. e. 5. század) még az Adzsantai barlangtemplomok festményeinél is korábbi.
Az adzsantai barlangtemplomokat a Vághúra-folyó patkó alakú kanyarulatát körbeölelő sziklafalakba vájták az i. e. 2–1. és az i. sz. 5–6. század környékén. A 29 kivájt barlangból négy buddhista szentélyt (csaitja) és 25 kolostort (vihára) alakítottak ki. Az első barlangcsarnokok keletkezésekor a díszítések (szobrok, festmények) még jellemzően csak az előtérre vagy a homlokzatokra korlátozódtak és önálló szerepet játszottak, míg a Gupta-korszak idején, amikor a barlangépítészet maga is a csúcspontjára ért, a díszítések is művészi fokra emelkedtek, a plasztikák tökéletes összhangba kerültek az épületekkel; gazdagságuk ellenére az épületek egyensúlyt, nyugodtságot sugallnak. A csarnokok dekorációja is gazdagodott: az oszlopfők kiképzése, valamint a pillérek felett kialakított fülkékben Buddhák vagy inkarnációk szobrai sorakoznak. Buddha alakját, a megszokott lótuszüléssel ellentétben, leeresztett lábszárakkal ábrázolták, és az oszlopokon is megjelentek addig nem alkalmazott minták: csigavonal, párhuzamosok. Buddha ember alakú ábrázolása az 1. század környékén vált általánossá Észak-Indiában. Az alkotások két fő központja a mai Pakisztán területén található Gandhára és az Észak-India középső részén található Mathura volt.

### Filmes ábrázolásai

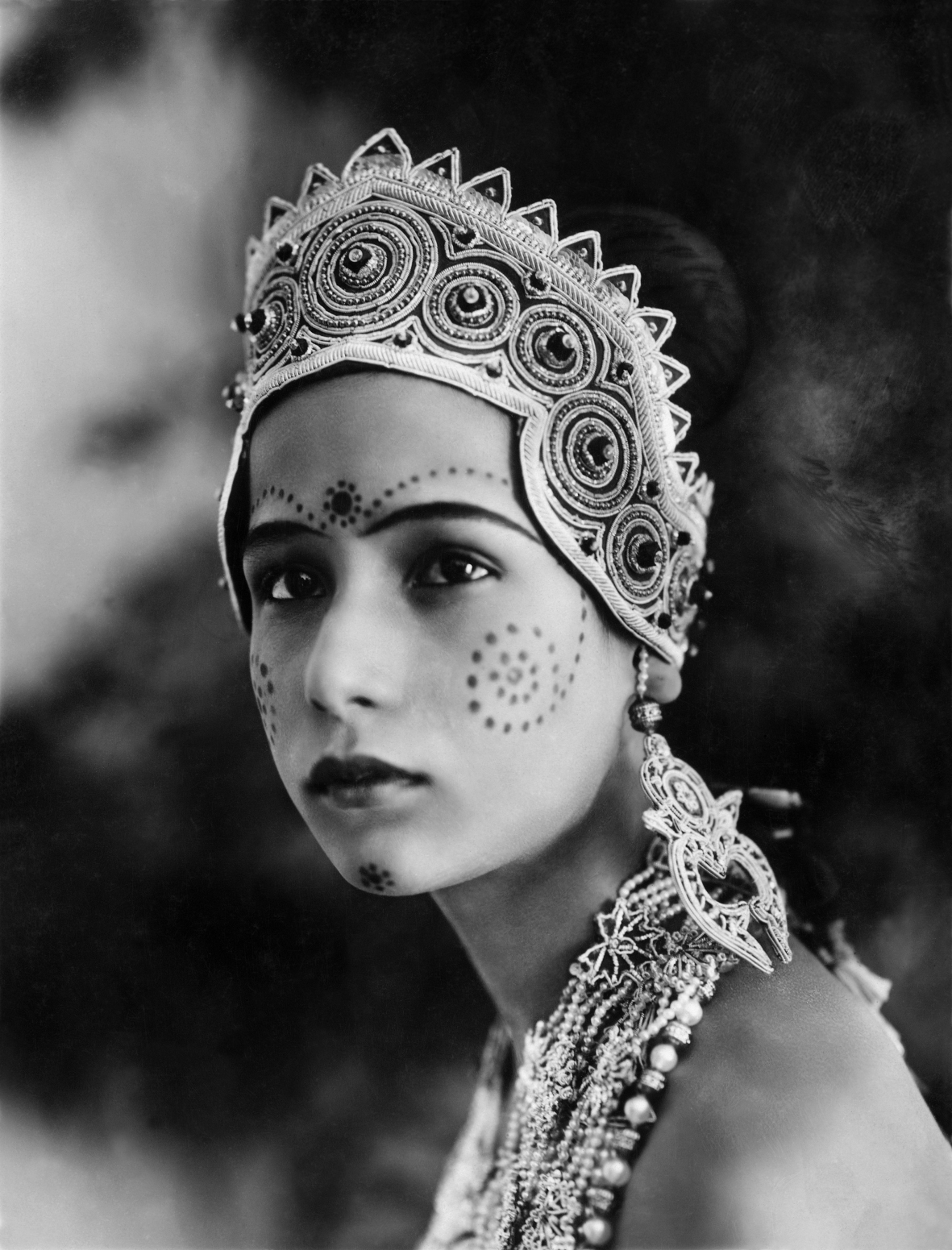
Seeta Devi indiai szinésznő Gopa szerepében az Ázsia fénye (Prem Sanyas) című 1925-ös filmben, amelyet Franz Osten rendezett

Gautama Sziddhárthát, a történelmi Buddha alakját több filmben is megjelenítették. A Buddha életéről szóló legelső ismert film a Buddhadev (angol címe: Lord Buddha) volt, amelyet az ismert indiai filmkészítő, Dádászáheb Phálke (1870–1944) készített 1923-ban. Két évvel később egy másik fontos Buddha-filmet adtak ki, a romantikus hangulatú Ázsia fénye (eredeti hindi címe: Prem Sanyas) címmel, amelyet a német Franz Osten (1875–1956) készített, és Himansu Raj (1892–1940) játszotta Buddha szerepét. A filmet valószínűleg az azonos című Ázsia fénye (The Light of Asia) könyv alapján készítették, amelyet Sir Edwin Arnold írt, és amelyet a Teozófiai Társulat adott ki 1891-ben. A film tartalma valójában erősen eltér a könyvétől, és Európában nagyobb sikert hozott, mint Indiában. A Buddhadev és az Ázsia fénye is némafilmek voltak. 1952-ben jelent meg A nagy Buddha elszántsága című, Buddha életét bemutató japán film. Daiei Eiga japán filmcég megbízásából Teinoszuke Kinugasza (1896–1982) készítette a filmet, amelyet jelöltek az 1953-as cannes-i filmfesztiválra.
Gotama a Buddha címmel megjelent egy dokumentumfilm is, amelyet az indiai kormány adott ki 1957-ben, Buddha születésének 2500. évfordulója alkalmából. Radzsbansz Khanna rendező és Bimal Raj producer filmje megtisztelő említést kapott az 1957-es cannes-i filmfesztiválon. Ez egy fekete-fehér film volt, amely természeti szépségeket bemutató fotókból állt. Ezek az Adzsantai barlangtemplomok régészeti helyszínéről származó régi domborművek és festmények voltak, amelyekre rámondták Buddha élettörténetét.
Az 1960-as Angulimál című film nem közvetlenül Buddha életéről szólt, hanem egy haramiáéról, aki ártatlan embereket ölt, levágta az ujjaikat és nyakláncot készített belőlük – innen a film címe is Angulimál (anguli: ujj, mála: füzér). A film bemutat egy esetet, amikor a halálra rémült gazember találkozik Buddhával és meg akarja őt ölni, ám Buddha együttérző szeretete megváltoztatja őt.
A Buddháról szóló ötödik film japán volt. Miszumi Kendzsi 1961-es Shaka című filmjét két évvel később mutatták be az Egyesült Államokban Buddha címmel. Egy évvel később, 1964-ben egy koreai film jött ki Buddha életéről Szokkamoni (Seokgamoni) (석가모니) címmel, amely a Sákjamuni koreai fordítása. A mahájána buddhizmusban ez Buddha neve, aki a Sákja nemzetségből származott.
1997-ben az indiai producer G. A. Sesagiri Rao is készített egy filmet Buddha címmel. Nem vetítették filmszínházakban, csupán DVD-n jelent meg. Ötször 180 perces időtartamával ez lett minden idők leghosszabb Buddha-filmje.
Tulaszi Ghimire nepáli rendező és színész Buddha címmel 2013-ban animációs film készítésébe kezdett.
Az olyan buddhista országokban, mint Srí Lanka vagy Burma, nem szeretik Buddha filmes megszemélyesítését. Az Ázsia fénye című filmet 1925-ben betiltották Srí Lankán és a maláj államokban (ma Nyugat-Malajzia).

## Más vallásokban

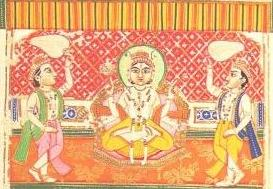
Egyes hindu hívők Buddhát Visnu 9. avatárjának tekintik

Gautama Buddhát Visnu avatárjaként említik a hindu Puránák szövegei. A Bhágavata-purána 3. fejezet első énekében Buddha a 25 avatár közül az utolsó előtti, ami előrejelez egy következő, legutolsó újjászületést. Néhány hindu hagyomány a tíz legutolsó avatár (Dasavatara – Isten tíz inkarnációja) közé sorolja Buddhát. Gautama Sziddhártha tanításai tagadják a védák teremtőtől való eredetét, ezért a buddhizmust általánosan násztika iskolának tekintik (tévhitű – szó szerint „nem úgy van”) az ortodox hinduk. Mégis, annak ellenére, hogy Buddha nem fogadta el a teremtő fogalmát, nem jelenti azt, hogy a védák ellen lett volna. Walpola Rahula buddhista tudós írta, hogy a Buddha szerette volna igazi fényében megvilágítani a Védákat. Buddha állítólag jól ismerte a Védákat. A 18 ortodox purána közül több is kevésbé pozitív szövegkörnyezetben említi Buddhát. Születését Visnu isten azon szándékához kötik, hogy a démonokat Buddha tanításai révén fossza meg a védikus tanításoktól, ugyanis a démonokat csak így lehetett elpusztítani. Ezt a hitet gyakran társítják a Tripura aszuráival vagy más írásokkal. A Nemzetközi Társaság a Krisna-tudatért írásai azonban kitartanak amellett, hogy Krisna szándékosan öltötte fel egy ateista tanító alakját, hogy az ateistákat ilyen trükkel térítse meg az istenhitre.
Barlám és Jozafát görög legendáját néha hibásan tulajdonítják a 7. századi Damaszkuszi Szent Jánosnak. Valójában pedig egy grúz szerzetes (Euthymius) írta a 11. században, amit ő is korábbi arab és grúz verziókból vett át, amelyek még korábban Buddha élettörténetéből születtek a 2–4. század környékén. A királyból lett szerzetes Jozafát (grúz Iodaszaf, arab Júdhaszaf vagy Búdhaszaf) neve a szanszkrit Bódhiszattva szóból jön, amit a buddhista szövegekben Buddha megjelölésére használtak a megvilágosodása előtti időszakban. Barlám és Jozafát bekerült a szentek görög ortodox naptárjába, augusztus 26-ára. Nyugaton a római mitológia a november 27-ét tűzte ki a szentek ünnepének.

### Weboldalak
- Buddhista E-Könyvtár (Tarr)
- Buddha beszédei (Terebess)
- Buddha beszédei (MEK)
- Buddha igazi arca
- Buddha élete, a buddhizmus alapjai, buddhista tanítások, hírek, fényképek, ajánlók
- A Buddha Ujja – Szutták a Páli Kánonból és modern théraváda szövegek
- Buddha mondások és idézetek magyarul
- Buddha idézetek
- Fényképek
- Asvaghósa: Buddha élete
- Dhammapada. A Tan ösvénye Páli nyelvből fordította Vekerdi József (Budapest : Terebess, 1999, ISBN 963-9147-32-X)
- Dhammapada. Az erény útja Páli nyelvből fordította Fórizs László (4. kiad.) (Harnham, Belsay, Northumberland : Aruna Publications, Aruna Ratanagiri Buddhist Monastery, 2012 (2005, 2002, 1994), ISBN 978-1-908444-23-3)
- The Maitreya Project Archiválva 2012. április 9-i dátummal a Wayback Machine-ben